# Jinmeiyō kanji

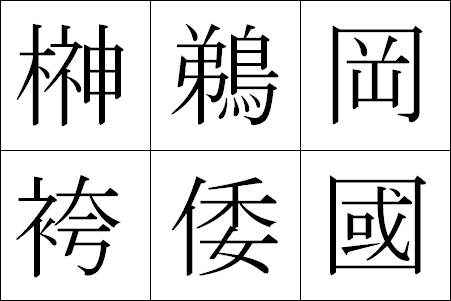
Ejemplos de caracteres del jinmeiyō kanji:
Arriba (de izquierda a derecha): 榊 - sakaki (un árbol sagrado), 鵜 - u (cormorán), 岡 - oka (colina);
Abajo (de izquierda a derecha): 袴 - hakama (falda ceremonial); 倭 - Wa (Antiguo Japón); 國 - koku (país [forma tradicional]).

El jinmeiyō kanji (人名用漢字?   lit. «caracteres chinos para uso de nombres personales») es una lista de 863 caracteres chinos, creados como un grupo suplementario de caracteres que pueden ser usados de manera legal para registrar nombres propios en Japón, adicional a la lista de «caracteres usados comúnmente» o jōyō kanji, que se refiere a los más de 2000 caracteres de uso cotidiano en Japón.
Como principal regla, los nombres propios japoneses que se registren pueden contener solamente caracteres del jōyō kanji (que se leen como nombres usando el método nanori), jinmeiyō kanji, katakana y hiragana. En Japón, se enseña el jinmeiyō kanji a partir de la escuela secundaria, y se requiere experiencia de este en el Nivel 2 del Kanji kentei, un examen de suficiencia en el conocimiento de los kanji.
Esta lista ha sufrido diez enmiendas (cuatro de ellas en 2004) hechas por el Ministerio de Justicia, a través del Departamento de Asuntos Civiles, órgano encargado del registro de nombres y que a través de la Ley de Registro Familiar (戸籍法 Kosekihō?), ha respondido a la demanda de los padres que desean nombrar a sus hijos con dichos caracteres.

## Historia
El uso de caracteres para nombres propios japoneses no tenía reglamento alguno hasta el 16 de noviembre de 1946, cuando el Ministerio de Educación de Japón estableció el tōyō kanji, una lista de 1850 caracteres de uso cotidiano y que fue usado como base para registrar nombres japoneses, a pesar de que la lista excluyó a muchos kanji usados en nombres en ese momento. 
Es así que el 25 de mayo de 1951, el gabinete creó un grupo de caracteres que se usarían específicamente para los nombres y que serviría de complemento a la lista tōyō kanji, llamado jinmeiyō kanji, con una cantidad inicial de 92 caracteres.
Desde entonces, la lista ha sufrido once enmiendas que por lo general han incrementado la cantidad de caracteres a usar. La enmienda del 27 de septiembre de 2004, aumentó la cantidad de 290 a 983 caracteres, siendo la adición más sustancial y controvertida en una lista de kanji.

## Características
Aparte del uso exclusivo en nombres, los caracteres del jinmeiyō kanji no tienen diferencias visibles con los otros kanji que no se encuentran en la lista, es decir, poseen las características de representar un ideograma de un concepto o idea en específico. Sin embargo, hay diferencias notables en cuanto a su lectura y uso.

### Significados
Claramente dentro de la lista del jinmeiyō kanji existen grupos de caracteres que representan a seres vivos tales como árboles y plantas (杉 «cedro», 椿 «camelia», 梨 «peral», 楊 «sauce», etc.), flores y frutas (芭 «plátano», 苺 «fresa», 茜 «akane» (rubia), 菖 «lirio», etc.), aves (鳩 «paloma», 鴎 «gaviota»), peces (鯉 «koi», 鮎» «ayu», 鰯 «sardina», etc.) y otros animales (亀 «tortuga», 熊 «oso», 蜂 «abeja», 蝶 «mariposa», etc.). También existen grupos de caracteres que representan a cosas tales como lugares (嶋 «isla (forma tradicional)», 奈 «Nara», 岡 «colina», 廟 «mausoleo», etc.), utensilios (臼 «mortero», 斧 «hacha», 櫛 «peine», 箸 «palillos», etc.), objetos religiosos (袈 «estola budista»,佛 «imagen budista (forma tradicional)», etc.), comida y bebidas (脩 «carne seca», 餅 «mochi», etc.), partes del cuerpo (瞳 «pupila», 肘 «codo», 爪 «uña», 吻 «trompa», etc.), entre otros más (厨 «cocina», 虹 «arcoíris», 紗 «gasa», 琶 «laúd japonés», etc.). De igual manera existen caracteres que representan a personas diversas (媛 «princesa», 姥 «anciana», 夷 «bárbaro», etc.).
Aparte, en un gran grupo, se encuentran los caracteres que representan ideas abstractas tales como propiedades (弘 «amplio», 曽 «antiguo», 凉 «agradable y fresco», etc.), acciones (冶 «fundir», 叶 «conceder», 卜 «adivinar», etc.), emociones y sentimientos  (禎 «felicidad», 憐 «tener lástima», etc.). De igual manera existen caracteres de conceptos abstractos correspondientes a cantidades (廿 «veinte», 哩 «ri», 圓 «yen (forma tradicional)», etc.), períodos históricos (秦 «Dinastía Qin», 宋 «Dinastía Sung», 倭 «Antiguo Japón», etc.), entre otros más.
Tal como se ha visto en los ejemplos existen muchos caracteres que representan conceptos propiamente exclusivos en Japón y algunos otros importados desde China. También se ha podido observar que existen varios kanji que son representados en su forma tradicional y no simplificada, esta razón obedece a que por ley un grupo de estos caracteres dejaron de ser obsoletos desde 2004 y pueden ser usados exclusivamente en nombres (藥 «medicina», 縣 «prefectura», 龍 «dragón», etc.).

### Lecturas

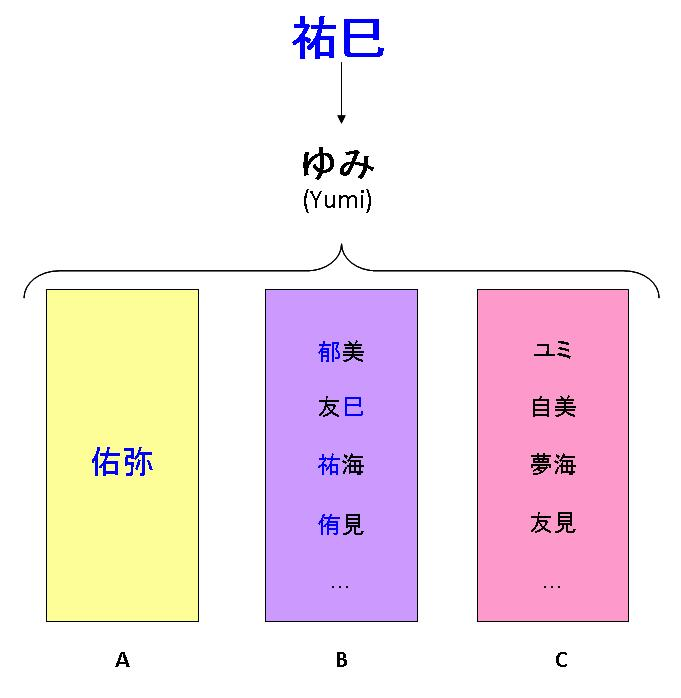
Arriba: Representación del nombre femenino japonés «Yumi» usando dos caracteres exclusivos del jinmeiyō kanji (en azul). Abajo: Desglose del nombre «Yumi» en tres grupos: usando solamente caracteres del jinmeiyō kanji (A), usando combinaciones del jinmeiyō kanji y otros caracteres (B) o sin usar caracteres del jinmeiyō kanji (C). A pesar de que las combinaciones se pronuncian igual, su escritura y etimología varía.

Otra característica importante, como todos los kanji, es que poseen una lectura en on'yomi (lecturas de origen chino) o en kun'yomi (lecturas de origen japonés). Las reglas fundamentales de lectura son las mismas, si el nombre o apellido solo posee un carácter su lectura será «kun» y si poseen dos o más su lectura será «on». 
No obstante, al contrario de los demás, el uso de estos kanji en particular es en su mayoría excepciones a la regla principal. Muchos de estos caracteres poseen una lectura en «kun» y que forzosamente deben leerse en «on» cuando estén solos (芙 [fu], 赳 [kyū], 奎 [kei], etc.). Curiosamente muchos nombres de lugares y apellidos japoneses se rigen con la lectura en "kun" aun si éstos son combinados (大阪 «Osaka» [Ōsaka], ambos caracteres se leen en «kun» y el segundo carácter pertenece al jinmeiyō kanji). También existen caracteres que no poseen lectura en «on» y que son conocidos como caracteres kokuji, caracteres nativos de Japón y que, al no ser de origen chino, solo poseen lectura en «kun» (榊 «sakaki»,  俣 «entrepierna» [mata], 畠 «campo» [hatake], etc.). 
También los nombres pueden ser leídos bajo el método nanori, que es de uso exclusivo en nombres y que no tiene relación con las lecturas «on» y «kun», y que en la mayoría de los casos el carácter puede generar un nombre o apellido completo (瞳 [Akira], 巴 [Tomoe], etc.). Otro método de lectura es el ateji, donde se usan los caracteres por su valor fonético y no ideográfico, es decir que la escritura del nombre es despreciado a favor de su pronunciación (阿弗利加 «África (forma arcaica)» [Afurika], el primer carácter pertenece a la lista). También existen otras dos formas comunes de lecturas en nombres: jūbako (mezcla de lectura on-kun) y yutō (mezcla de lectura kun-on); la combinación 祐巳 "Yumi" que aparece en la ilustración de la derecha es un ejemplo de jūbako.

### Uso
No existe una regla clara en el uso de los caracteres del jinmeiyō kanji, ya que al final el cómo se llamará y el cómo se escribe el nombre al momento de registrarlo quedará bajo la discreción de los padres. Es así que como en el caso del nombre "Yumi", un nombre propio japonés puede escribirse de innumerables formas y tener innumerables significados usando los métodos de lectura como recurso disponible.
Al tener un abanico de opciones, en Japón existen diccionarios, libros y bases de datos que muestran las posibles combinaciones y pronunciaciones de los nombres por la disposición de los caracteres (incluidos los del jinmeiyō kanji). Libros tales como el Nihon seishi daijiten, el Monshō daishōsei y el Kamon daizukan no solo muestra su lectura, sino la historia de los nombres registrados. De igual manera existen variados libros de nombres que reseñan a gobernantes, políticos, académicos, religiosos, empresarios, artistas, etc. de personas vivas o fallecidas, y que pueden servir de referencia para los padres en la inscripción del nombre de su hijo.

## Codificación y estándares
La visualización de los caracteres del jinmeiyō kanji está bajo el estándar JIS X 0213:2004 (conjunto de kanji extendido de 7 bits y 8 bits de doble byte codificado para intercambio de información). Las versiones anteriores a Unicode 3.1 no soportan todos los kanji del estándar (en especial algunos caracteres tradicionales que han sido mostrados como imágenes) porque éstos caracteres están en el Plano 2 de Unicode (20000-2FFFF), en cambio los que son visualizables en versiones anteriores al 3.1 están el Plano 0 de Unicode (0000-FFFF). También el estándar soporta otras codificaciones como EUC-JIS-2004, ISO-2022-JP-2004 y Shift JIS-2004. 

## Lista dejinmeiyō kanji
Nota: Las lecturas de los kanji se mostrarán únicamente en kana y no se mostrará la romanización Hepburn por cuestiones de tamaño y estética del artículo. Cada renglón representa una lectura diferente. En las lecturas kun, el okurigana está representado después de un punto (.); ejemplo: たす.ける [tasu.keru], la escritura del kanji se representa a la izquierda del punto y el resto se escribe en okurigana.

### 25 de mayo de 1951
Se publican los primeros 92 caracteres del jinmeiyō kanji, una lista exclusiva de caracteres para uso exclusivo en nombres:
| 丑 | 4E11 | チュウ                | うし                                                      | Signo de la vaca o buey (segundo signo del zodíaco chino)                |
| 丞 | 4E1E | ジョウ ショウ         | すく.う たす.ける                                         | Ayudar                                                                   |
| 乃 | 4E43 | ナイ ダイ ノ アイ     | の すなわ.ち なんじ                                       | Desde, en consecuencia, después de lo cual, partícula posesiva           |
| 之 | 4E4B | シ                    | の これ おいて ゆく この                                  | De, este, esta, esto, éste, ésta                                         |
| 也 | 4E5F | ヤ エ                 | なり か また                                              | Ser, estar (forma clásica)                                               |
| 亀 | 4E80 | キ キュウ キン        | かめ                                                      | Tortuga                                                                  |
| 亙 | 4E99 | コウ カン             | わた.る もと.める                                         | Extender, alcanzar, cubrir                                               |
| 亥 | 4EA5 | ガイ カイ             | い                                                        | Signo del cerdo o jabalí (duodécimo signo del zodíaco chino)             |
| 亦 | 4EA6 | エキ ヤク             | また                                                      | También, nuevamente                                                      |
| 亨 | 4EA8 | コウ キョウ ホウ      | たてまつ.る                                               | Someterse a, responder una llamada telefónica, coger, obtener, atrapar   |
| 亮 | 4EAE | リョウ                | あきらか                                                  | Claro, ayuda                                                             |
| 仙 | 4ED9 | セン セント           |                                                           | Ermitaño, mago, centavo                                                  |
| 伊 | 4F0A | イ                    | かれ                                                      | Ese, ese, esa, esa, eso, aquel, aquel, aquella, aquella, aquello, Italia |
| 匡 | 5321 | キョウ オウ           | すく.う                                                   | Corregir, auxiliar, salvar                                               |
| 卯 | 536F | ボウ モウ             | う                                                        | Signo de la liebre o conejo (cuarto signo del zodíaco chino), este       |
| 只 | 53EA | シ                    | ただ                                                      | Solamente, libre, en adición                                             |
| 吾 | 543E | ゴ                    | われ わが- あ-                                            | Yo, mi, nuestro, su propio                                               |
| 呂 | 5442 | ロ リョ               | せぼね                                                    | Columna vertebral, espinazo, espina dorsal                               |
| 哉 | 54C9 | サイ                  | かな や                                                   | Cómo, qué, ? (signo de interrogación), desgraciadamente                  |
| 嘉 | 5609 | カ                    | よみ.する よい                                            | Aplaudir, alabar, estimar                                                |
| 圭 | 572D | ケイ ケ               |                                                           | Joya cuadrada, esquina, ángulo, margen                                   |
| 奈 | 5948 | ナ ナイ ダイ          | いかん からなし                                           | Nara, qué                                                                |
| 宏 | 5B8F | コウ                  | ひろ.い                                                   | Amplio, largo                                                            |
| 寅 | 5BC5 | イン                  | とら                                                      | Signo del tigre (tercer signo del zodíaco chino)                         |
| 尚 | 5C1A | ショウ                | なお                                                      | Estima, además, aún, todavía                                             |
| 巌 | 5DCC | ガン                  | いわ いわお けわ.しい                                     | Roca grande redonda, risco                                               |
| 巳 | 5DF3 | シ                    | み                                                        | Signo de la serpiente (sexto signo del zodíaco chino)                    |
| 庄 | 5E84 | ショウ ソ ソウ ホウ   |                                                           | Nivel                                                                    |
| 弘 | 5F18 | コウ グ               | ひろ.い                                                   | Vasto, amplio, ancho                                                     |
| 弥 | 5F25 | ミ ビ                 | いや や あまねし いよいよ とおい ひさし ひさ.しい わた.る | Cada vez más, más y más, de forma creciente, incluso más                 |
| 彦 | 5F66 | ゲン                  | ひこ                                                      | Muchacho, chico (arcaísmo)                                               |
| 悌 | 608C | テイ ダイ             |                                                           | Atender a nuestros mayores                                               |
| 惣 | 60E3 | ソウ                  | いそが.しい そうじて                                      | Todo                                                                     |
| 敦 | 6566 | トン タイ ダン チョウ | あつ.い                                                   | Diligente, bondadoso                                                     |
| 斉 | 6589 | セイ サイ             | そろ.う ひと.しい ひと.しく あたる はやい                 | Equilibrado, parecido, igual, especie similar                            |
| 昌 | 660C | ショウ                | さかん                                                    | Próspero, brillante, claro                                               |
| 晃 | 6643 | コウ                  | あきらか                                                  | Claro                                                                    |
| 晋 | 664B | シン                  | すす.む                                                   | Avanzar                                                                  |
| 智 | 667A | チ                    |                                                           | Sabiduría, intelecto, razón                                              |
| 暢 | 66A2 | チョウ                | のび.る                                                   | Ensanchar, extender                                                      |
| 朋 | 670B | ホウ                  | とも                                                      | Amigo, compañero                                                         |
| 杉 | 6749 | サン                  | すぎ                                                      | Cedro, criptomeria                                                       |
| 桂 | 6842 | ケイ                  | かつら                                                    | Katsura («Cercidiphyllum japonicum»)                                     |
| 桐 | 6850 | トウ ドウ             | きり                                                      | Paulonia («Paulownia tomentosa»)                                         |
| 楠 | 6960 | ナン ダン ゼン ネン   | くす くすのき                                             | Árbol de alcanfor («Cinnamomum camphora»)                                |
| 橘 | 6A58 | キツ                  | たちばな                                                  | Mandarina («Citrus tachibana»)                                           |

| 欣 | 6B23 | キン ゴン コン     | よろこ.ぶ よろこ.び                              | Regocijar, complacer                                                               |
| 欽 | 6B3D | キン コン          | つつし.む                                        | Respetar, reverenciar, anhelar                                                     |
| 毅 | 6BC5 | キ ギ              | つよ.い                                          | Fuerza                                                                             |
| 浩 | 6D69 | コウ               | おおき.い ひろ.い                                | Espacio amplio, abundancia, vigoroso                                               |
| 淳 | 6DF3 | ジュン シュン      | あつ.い                                          | Puro                                                                               |
| 熊 | 718A | ユウ               | くま                                             | Oso                                                                                |
| 爾 | 723E | ジ ニ              | なんじ しかり その のみ                          | Tú, segunda persona                                                                |
| 猪 | 732A | チョ               | い いのしし                                      | Jabalí                                                                             |
| 玲 | 73B2 | レイ               |                                                  | Sonido de las joyas                                                                |
| 琢 | 7422 | タク               | みが.く                                          | Lustrar, pulir                                                                     |
| 瑞 | 745E | ズイ スイ          | みず- しるし                                     | Felicidades                                                                        |
| 甚 | 751A | ジン               | はなは.だ はなは.だしい                          | Tremendamente, muy, grande, extraordinariamente                                    |
| 睦 | 7766 | ボク モク          | むつ.まじい むつ.む むつ.ぶ                      | Íntimo, amistoso, cordial                                                          |
| 磨 | 78E8 | マ                 | みが.く す.る                                    | Pulir, restregar, mejorar, cepillar los dientes                                    |
| 磯 | 78EF | キ                 | いそ                                             | Costa, playa                                                                       |
| 祐 | 7950 | ユウ ウ            | たす.ける                                        | Ayudar                                                                             |
| 禄 | 7984 | ロク               | さいわ.い                                        | Feudo, subsidio, pensión, beca, felicidad                                          |
| 禎 | 798E | テイ               | さいわ.い ただ.しい                              | Felicidad                                                                          |
| 稔 | 7A14 | ネン ジン ニン     | みの.る みのり                                   | Cosecha, madurar                                                                   |
| 穣 | 7A63 | ジョウ             | わら ゆたか                                      | Buena cosecha, prosperidad, 10^28 (diez mil cuatrillones)                          |
| 綾 | 7DBE | リン               | あや                                             | Diseño, dibujo, ropa con figuras, tela cruzada                                     |
| 聡 | 8061 | ソウ               | さと.い みみざと.い                              | Sabio                                                                              |
| 肇 | 8087 | チョウ ジョウ トウ | はじ.める はじめ                                 | Comienzo                                                                           |
| 胤 | 80E4 | イン               | たね                                             | Descendiente, descendencia, sucesión                                               |
| 艶 | 8276 | エン               | つや なま.めかしい あで.やか つや.めく なま.めく | Lustroso, lustre, barnizar, pulir, encanto, colorido, fascinante                   |
| 蔦 | 8526 | チョウ             | つた                                             | Hiedra japonesa ("Parthenocissus tricuspidata")                                    |
| 藤 | 85E4 | トウ ドウ          | ふじ                                             | «Wisteria»                                                                         |
| 蘭 | 862D | ラン ラ            |                                                  | Orquídea, Holanda                                                                  |
| 虎 | 864E | コ                 | とら                                             | Tigre, borracho                                                                    |
| 蝶 | 8776 | チョウ             |                                                  | Mariposa                                                                           |
| 輔 | 8F14 | ホ フ              | たす.ける                                        | Ayudar                                                                             |
| 辰 | 8FB0 | シン ジン          | たつ                                             | Signo del dragón (quinto signo del zodíaco chino)                                  |
| 郁 | 90C1 | イク               |                                                  | Progreso cultural, perfume                                                         |
| 酉 | 9149 | ユウ               | とり                                             | Oeste, pájaro, signo del pájaro (décimo signo del zodíaco chino), radical del sake |
| 錦 | 9326 | キン               | にしき                                           | Brocado, vestido fino, honores, objeto brillante y espléndido                      |
| 鎌 | 938C | レン ケン          | かま                                             | Hoz, guadaña, truco                                                                |
| 靖 | 9756 | セイ ジョウ        | やす.んじる                                      | Pacífico                                                                           |
| 須 | 9808 | ス シュ            | すべから.く すべし ひげ まつ もち.いる もと.める | Tener que, claro que sí, necesariamente                                            |
| 馨 | 99A8 | ケイ キョウ        | かお.る かおり                                   | Fragante, suave, favorable                                                         |
| 駒 | 99D2 | ク                 | こま                                             | Poni, caballo, potro, jaca, pieza de shogi                                         |
| 鯉 | 9BC9 | リ                 | こい                                             | «Koi» (carpa común, «Cyprinus carpio»)                                             |
| 鯛 | 9BDB | チョウ             | たい                                             | Brema o platica («Abramis brama»)                                                  |
| 鶴 | 9DB4 | カク               | つる                                             | Grulla, cigüeña                                                                    |
| 鹿 | 9E7F | ロク               | しか か                                          | Ciervo, venado                                                                     |
| 麿 | 9EBF |                    | まろ                                             | Yo, tú                                                                             |
| 龍 | 9F8D | リュウ リョウ ロウ | たつ                                             | Dragón, imperial                                                                   |

### 30 de julio de 1976
Se realiza la primera enmienda, añadiendo a la lista original 28 nuevos caracteres, totalizando la lista con 120 caracteres. 
Adiciones
| 佑 | 4F51 | ユウ ウ          | たす.ける               | Ayudar, asistir                           |
| 允 | 5141 | イン             | じょう まこと.に ゆるす | Permitir, autorizar, sinceridad           |
|    | -    | ゴ コ            | さ.える こお.る ひ.える | Estar seguro, sereno, frío, hábil         |
| 喬 | 55AC | キョウ           | たか.い                 | Alto, jactando                            |
| 怜 | 601C | レイ レン リョウ | あわ.れむ さと.い       | Sabio                                     |
| 悠 | 60A0 | ユウ             |                         | Permanencia, distante, largo tiempo, ocio |
| 旭 | 65ED | キョク           | あさひ                  | Salida del sol, sol de la mañana          |
| 杏 | 674F | キョウ アン コウ | あん                    | Albaricoque                               |
| 梓 | 6893 | シ               | あずさ                  | Catalpa («Betula grossa»)                 |
|    | -    | ショウ           | こずえ くすのき         | Copa del árbol, ramita                    |
| 梨 | 68A8 | リ               | なし                    | Nashi (pera japonesa, «Pyrus pyrifolia»)  |
| 沙 | 6C99 | サ シャ          | すな よなげる           | Arena                                     |
|    | -    | ショ             | なぎさ                  | Orilla, playa, ribera                     |
| 瑠 | 7460 | ル リュウ        |                         | Lapislázuli                               |

| 瞳 | 77B3 | ドウ トウ     | ひとみ               | Pupila                                                 |
| 紗 | 7D17 | サ シャ       | うすぎぬ             | Gasa, malla fina, telaraña                             |
| 紘 | 7D18 | コウ          | おおづな つな つなぐ | Largo                                                  |
| 絢 | 7D62 | ケン          |                      | Diseño de un kimono                                    |
|    | -    | スイ          | かわせみ みどり      | Verde                                                  |
| 耶 | 8036 | ヤ ジャ       | か                   | ? (signo de interrogación)                             |
| 芙 | 8299 | フ            |                      | Loto, Monte Fuji                                       |
| 茜 | 831C | セン          | あかね               | Akane («Rubia (planta)\| la planta rubia»)             |
| 葵 | 8475 | キ            | あおい               | Malva                                                  |
| 藍 | 85CD | ラン          | あい                 | Añil, índigo verdadero ("Indigofera tinctoria")        |
| 那 | 90A3 | ナ ダ         | なに なんぞ いかん   | ¿Qué?                                                  |
| 阿 | 963F | ア オ         | おもね.る            | África, halagar, adular, esquina, rincón, descanso     |
| 隼 | 96BC | シュン ジュン | はやぶさ             | Halcón peregrino                                       |
| 鮎 | 9B8E | デン ネン     | あゆ なまず          | «Ayu» (trucha de agua dulce, «Plecoglossus altivelis») |

### 1 de octubre de 1981
Segunda enmienda. Se crea la lista jōyō kanji con 1.945 caracteres de uso cotidiano en reemplazo del tōyō kanji, esta nueva lista incluye ocho caracteres originarios del jinmeiyō kanji y que ahora serían usados de manera cotidiana; por ende fueron eliminados del jinmeiyō kanji. Seis caracteres sufrieron un proceso de simplificación de trazos. También, son añadidos al jinmeiyō kanji 54 nuevos caracteres, totalizando en 166 caracteres.
Remociones
仙 尚 杉 甚 磨 斉 龍 (de la lista original)

悠 (de la primera enmienda)
Simplificaciones
| 亙 | 4E99 | 亘 | 4E98 |
|    | -    | 冴 | 51B4 |
|    | -    | 梢 | 68A2 |
|    | -    | 渚 | 6E1A |
|    | -    | 琢 | 7422 |
|    | -    | 翠 | 7FE0 |

Adiciones
| 伍 | 4F0D | ゴ                 | いつつ                              | Cinco, equipo de cinco hombres, fila, línea                    |
| 伶 | 4F36 | レイ リョウ        | わざおぎ                            | Actor                                                          |
| 侑 | 4F91 | ユウ ウ            | すす.める たす.ける                 | Incitar a comer, regalo                                        |
| 孟 | 5B5F | モウ ボウ ミョウ   | かしら                              | Jefe, comienzo, inicio                                         |
| 尭 | 5C2D | ギョウ             | たか.い                             | Alto, lejos                                                    |
| 峻 | 5CFB | シュン             | けわ.しい たか.い                   | Alto, escarpado                                                |
| 嵩 | 5D69 | スウ シュウ        | かさ かさ.む たか.い                | Agravarse, ponerse peor, volverse pesado, hincharse, dilatarse |
| 嶺 | 5DBA | レイ リョウ        |                                     | Cima, cumbre                                                   |
| 巴 | 5DF4 | ハ                 | ともえ うずまき                     | Tomoe                                                          |
| 彬 | 5F6C | ヒン フン          | うるわ.しい あき.らか               | Refinado, dócil                                                |
| 惇 | 60C7 | シュン ジュン トン | あつ.い                             | Sincero, amable, considerado                                   |
| 惟 | 60DF | イ ユイ            | おも.んみる これ おも.うに          | Considerar, pensar, reflejar                                   |
| 慧 | 6167 | ケイ エ            | さとい                              | Sabio                                                          |
| 斐 | 6590 | ヒ イ              |                                     | Bello, estampado                                               |
| 旦 | 65E6 | タン ダン          | あき.らか あきら ただし あさ あした | Amanecer, alba, mañana                                         |
| 昂 | 6602 | コウ ゴウ          | あ.がる たか.い たか.ぶる           | Ascender, subir                                                |
| 李 | 674E | リ                 | すもも                              | Ciruela japonesa («Prunus salicina»)                           |
| 栗 | 6817 | リツ リ            | くり おののく                       | Castaño japonés («Castanea crenata»)                           |
| 楓 | 6953 | フウ               | かえで                              | Arce                                                           |
| 槙 | 69D9 | テン シン          | まき こずえ                         | Leña, ramas verdes ornamentales                                |
| 汐 | 6C50 | セキ               | しお うしお せい                    | Marea, agua salada, oportunidad                                |
| 洵 | 6D35 | ジュン シュン      | の.ぶ まこと.に                     | Igual, exactitud                                               |
| 洸 | 6D38 | コウ               |                                     | Agua resplandeciente                                           |
| 渥 | 6E25 | アク               | あつ.い うるお.う                   | Amabilidad, benevolencia                                       |
| 瑛 | 745B | エイ               |                                     | Cristal, brillo de joyas                                       |
| 瑶 | 7476 | ヨウ               | たま                                | Bello como una joya                                            |
| 璃 | 7483 | リ                 |                                     | Lapislázuli, cristalino                                        |

| 甫 | 752B | ホ フ            | はじ.めて                      | Por primera vez, no hasta                                  |
| 皓 | 7693 | コウ             | しろ.い ひか.る                | Claro, blanco                                              |
| 眸 | 7738 | ボウ ム          | ひとみ                         | Pupila                                                     |
| 矩 | 77E9 | ク               | かね かねざし さしがね         | Regla, escuadra                                            |
| 碧 | 78A7 | ヘキ ヒャク      |                                | Azul, verde                                                |
| 笹 | 7B39 |                  | ささ                           | Bambú enano                                                |
| 緋 | 7DCB | ヒ               | あけ あか                      | Escarlata, cardinal                                        |
| 翔 | 7FD4 | ショウ           | かけ.る と.ぶ                  | Planear, volar                                             |
| 脩 | 8129 | シュウ           | おさ.める なが.い ほじし       | Carne seca                                                 |
| 苑 | 82D1 | エン オン        | その う.つ                     | Jardín, granja, parque                                     |
| 茉 | 8309 | マツ バツ マ     |                                | Jazmín                                                     |
| 莉 | 8389 | リ ライ レイ     |                                | Jazmín                                                     |
| 萌 | 840C | ホウ             | も.える きざ.す めばえ きざ.し | Mostrar síntomas de, brotar, convertirse en malta          |
| 萩 | 8429 | シュウ           | はぎ                           | Trébol japonés («Lespedeza»)                               |
| 蓉 | 84C9 | ヨウ             |                                | Loto                                                       |
| 蕗 | 8557 | ロ ル            | ふき                           | Fuki (ruibarbo de ciénaga, «Petasites japonicus»)          |
| 虹 | 8679 | コウ             | にじ                           | Arcoíris                                                   |
| 諒 | 8AD2 | リョウ           | あきら.か まことに             | Hecho, realidad, entender, apreciar                        |
| 赳 | 8D73 | キュウ           |                                | Fuerte y valiente                                          |
| 迪 | 8FEA | テキ             | みち みち.びく すす.む いた.る | Edificar, vía, camino                                      |
| 遥 | 9065 | ヨウ             | はる.か                        | Distante, hace tiempo                                      |
| 遼 | 907C | リョウ           |                                | Distante                                                   |
| 霞 | 971E | カ ゲ            | かすみ かす.む                 | Niebla, nublado, opacarse, estar brumoso                   |
| 頌 | 980C | ショウ ジュ ヨウ | かたち たた.える ほめ.る       | Panegírico                                                 |
| 駿 | 99FF | シュン スン      | すぐ.れる                      | Un buen caballo, una persona veloz, pasar a gran velocidad |
| 鳩 | 9CE9 | キュウ ク        | はと あつ.める                 | Paloma                                                     |
| 鷹 | 9DF9 | ヨウ オウ        | たか                           | Halcón                                                     |

### 1.º de marzo de 1990
Tercera enmienda. Se añaden a la lista 118 caracteres, totalizando 284 caracteres.
Adiciones
| 伎 | 4F0E | ギ キ             | わざ わざおぎ                | Hazaña, habilidad                                                                    |
| 伽 | 4F3D | カ ガ キャ ギャ   | とぎ                         | Atención sanitaria, cuidando enfermos, anfitrión, enfermera, ayudante                |
| 侃 | 4F83 | カン              | つよ.い                      | Fuerte, justo, virtuoso, amante de la paz                                            |
| 倖 | 5016 | コウ              | しあわ.せ さいわ.い          | Felicidad, suerte                                                                    |
| 倭 | 502D | ワ イ             | したが.う                    | Yamato, Antiguo Japón                                                                |
| 偲 | 5072 | サイ シ           | しの.ぶ                      | Recolectar, recordar                                                                 |
| 冶 | 51B6 | ヤ                | い.る                        | Fundición, licuefacción                                                              |
| 凌 | 51CC | リョウ            | しの.ぐ                      | Aguantar, evitar, mantener alejado, sacar de un apuro, desafiar, ofender, sobrepasar |
| 凜 | 51DC | リン              | きびし.い                    | Frío, estricto, severo                                                               |
| 凪 | 51EA |                   | なぎ な.ぐ                   | Calma                                                                                |
| 凱 | 51F1 | ガイ カイ         | かちどき やわらぐ            | Canción de victoria                                                                  |
| 勁 | 52C1 | ケイ              | つよ.い                      | Fuerte                                                                               |
| 叡 | 53E1 | エイ              | あき.らか                    | Inteligencia, imperial                                                               |
| 叶 | 53F6 | キョウ            | かな.える かな.う            | Conceder, responder                                                                  |
| 唄 | 5504 | バイ              | うた うた.う                 | Canción tocada con shamisen                                                          |
| 啄 | 5544 | タク ツク トク    | ついば.む つつ.く            | Picar, recoger                                                                       |
| 奎 | 594E | ケイ キ           |                              | Estrella, dios de la literatura                                                      |
| 媛 | 5A9B | エン              | ひめ                         | Bella mujer, princesa                                                                |
| 嬉 | 5B09 | キ                | うれ.しい たの.しむ          | Contento, feliz, encantado, regocijarse                                              |
| 宥 | 5BA5 | ユウ              | なだ.める ゆる.す            | Serenar, calmar, pacificar                                                           |
| 崚 | 5D1A | リョウ            |                              | Sobresalir en una hilera                                                             |
| 嵐 | 5D50 | ラン              | あらし                       | Tormenta, tempestad                                                                  |
| 嵯 | 5D6F | サ シ             |                              | Escarpado, escabroso, accidentado                                                    |
| 巽 | 5DFD | ソン              | たつみ                       | Sudeste                                                                              |
| 彗 | 5F57 | スイ エ ケイ セイ | ほうき                       | Cometa                                                                               |
| 彪 | 5F6A | ヒョウ ヒュウ     | あや                         | Estampado, moteado, decorado, pequeño tigre                                          |
| 恕 | 6055 | ジョ ショ         | ゆる.す                      | Excusar, tolerar, perdonar                                                           |
| 憧 | 61A7 | ショウ トウ ドウ  | あこが.れる                  | Anhelar, suspirar por, aspirar a, admirar, adorar                                    |
| 拳 | 62F3 | ケン ゲン         | こぶし                       | Puño                                                                                 |
| 捷 | 6377 | ショウ ソウ       | はや.い                      | Victoria, rápido                                                                     |
| 捺 | 637A | ナツ ダツ         | さ.す お.す                  | Presionar, imprimir, marcar, grabar, adherir un sello                                |
| 於 | 65BC | オ ヨ             | おい.て お.ける ああ より    | En, en cuanto a                                                                      |
| 旺 | 65FA | オウ キョウ ゴウ  | かがや.き うつくし.い さかん | Floreciente, bello, exitoso, vigoroso                                                |
| 昴 | 6634 | コウ ボウ         | すばる                       | Pléyades                                                                             |
| 晏 | 664F | アン              | おそ.い                      | Tarde , tranquilo, ponerse el sol                                                    |
| 晟 | 665F | セイ ジョウ       | あきらか                     | Claro                                                                                |
| 晨 | 6668 | シン              | あした とき あさ             | Mañana, temprano                                                                     |
| 暉 | 6689 | キ                | かが.やく                    | Brillo, luz                                                                          |
| 曙 | 66D9 | ショ              | あけぼの                     | Alba, amanecer                                                                       |
| 朔 | 6714 | サク              | ついたち                     | Conjunción (astronomía), primer día del mes                                          |
| 杜 | 675C | ト トウ ズ        | もり ふさ.ぐ やまなし        | Bosque                                                                               |
| 柊 | 67CA | シュ シュウ       | ひいらぎ                     | Hiiragi (falso acebo, «Osmanthus heterophyllus»)                                     |
| 柚 | 67DA | ユ ユウ ジク      | ゆず                         | Yuzu                                                                                 |
| 柾 | 67FE |                   | まさ まさめ まさき           | Grano puro, masaki («Euonymus japonicus»)                                            |
| 栞 | 681E | カン              | しおり                       | Marcador de libros, marca de lectura, punto de libro, guía, folleto                  |
| 梧 | 68A7 | ゴ                | あおぎり                     | Aogiri («Sterculia platanifolia»)                                                    |
| 椋 | 690B | リョウ            | むく                         | Fruta                                                                                |
| 椎 | 690E | ツイ スイ         | つち う.つ                   | Roble, mazo                                                                          |
| 椰 | 6930 | ヤ                | やし                         | Cocotero, palma                                                                      |
| 椿 | 693F | チン チュン       | つばき                       | Camelia («Camellia japonica»)                                                        |
| 楊 | 6D8C | ヨウ              | かわ やなぎ                  | Sauce                                                                                |
| 榛 | 699B | シン ハン         | はしばみ はり                | Avellana                                                                             |
| 槻 | 69FB | キ                | つき                         | «Zelkova»                                                                            |
| 樺 | 6A3A | カ                | かば かんば                  | Abedul                                                                               |
| 檀 | 6A80 | ダン タン         | わざ わざおぎ                | Cedro, sándalo («Euonymus hamiltonianus»)                                            |
| 毬 | 6BEC | キュウ            | いが まり                    | Carda, pelota                                                                        |
| 汀 | 6C40 | テイ              | みぎわ なぎさ                | Costa, orilla, margen de agua                                                        |
| 汰 | 6C70 | タ タイ           | おご.る にご.る よな.げる    | Lujo, seleccionar                                                                    |
| 洲 | 6D32 | シュウ ス         | しま                         | Continente, isla, país                                                               |

| 湧 | 6E67 | ユウ ヨウ ユ   | わ.く                                                                    | Hervir, fermentar, borbotar, alboroto, criar             |
| 滉 | 6EC9 | コウ           | ひろ.い                                                                  | Profundo y amplio                                        |
| 漱 | 6F31 | ソウ シュウ ス | くちすす.ぐ くちそそ.ぐ うがい すす.ぐ                                   | Hacer gárgaras, limpiarse la boca                        |
| 澪 | 6FAA | レイ           | みお                                                                     | Ruta marítima, canal de navegación                       |
| 熙 | 7199 | キ             | たのし.む ひか.る ひろ.い よろこ.ぶ かわ.く あきらか ひろ.める ひろ.まる | Brillante, soleado, próspero, festivo                    |
| 燎 | 71CE | リョウ         | かがりび                                                                 | Hoguera, quemadura                                       |
| 燦 | 71E6 | サン           | さん.たる あき.らか きらめ.く きら.めく                                  | Magnífico, sobresaliente, luminoso                       |
| 燿 | 71FF | ヨウ           | かがや.く ひかり                                                         | Brillo                                                   |
| 爽 | 723D | ソウ           | あき.らか さわ.やか たがう                                               | Refrescante, vigorizante, resonante, dulce, claro        |
| 玖 | 7396 | キュウ ク      |                                                                          | Bella joya negra, nueve                                  |
| 琳 | 7433 | リン           |                                                                          | Joya, tintineo de la joyería                             |
| 瑚 | 745A | コ ゴ          |                                                                          | Coral                                                    |
| 瑳 | 7473 | サ             | みが.く                                                                  | Pulir                                                    |
| 皐 | 7690 | コウ           | さつき                                                                   | Pantano, costa                                           |
| 眉 | 7709 | ビ ミ          | まゆ                                                                     | Ceja                                                     |
| 瞭 | 77AD | ロ ル          | あきらか                                                                 | Claro                                                    |
| 碩 | 78A9 | セキ           | おお.きい                                                                | Largo, grande, eminente                                  |
| 秦 | 79E6 | シン           | はた                                                                     | Dinastía Qin                                             |
| 稀 | 7A00 | キ ケ          | まれ まばら                                                              | Raro, fenomenal, ácido diluido                           |
| 稜 | 7A1C | リョウ ロウ    | いつ かど                                                                | Ángulo, borde, esquina, poder, majestad                  |
| 竣 | 7AE3 | ドウ シュン    | わらわ わらべ おわ.る                                                    | Fin, finalizar                                           |
| 笙 | 7B19 | ショウ ソウ    | ふえ                                                                     | Shō (instrumento de viento)                              |
| 紬 | 7D2C | チュウ         | つむぎ つむ.ぐ                                                           | Pongee (prenda de vestir delgada)                        |
| 絃 | 7D43 | ゲン           | いと                                                                     | Hilo, cuerda, música tocada con shamisen                 |
| 綜 | 7D9C | ソウ           | おさ.める す.べる                                                        | Gobernar                                                 |
| 綸 | 7DB8 | リン カン      | いと                                                                     | Hilo, vestido de seda                                    |
| 綺 | 7DBA | キ             | あや                                                                     | Vestido con dibujos, bello                               |
| 耀 | 8000 | ヨウ           | かがや.く ひかり                                                         | Brillo, centelleo, guiño, destello                       |
| 胡 | 80E1 | ウ コ ゴ       | なんぞ                                                                   | Bárbaro, extranjero                                      |
| 舜 | 821C | シュン         |                                                                          | Shun (líder legendario chino)                            |
| 芹 | 82B9 | キン           | せり                                                                     | Perejil                                                  |
| 茄 | 8304 | カ             |                                                                          | Berenjena                                                |
| 茅 | 8305 | ボウ ミョウ    | かや ちがや                                                              | Kaya (nuez moscada japonesa, «Torreya nucifera»)         |
| 莞 | 839E | カン           | い                                                                       | Caña usada para cubrir tatami                            |
| 菖 | 83DE | ショウ         |                                                                          | Lirio                                                    |
| 菫 | 83EB | キン           | すみれ                                                                   | Sumire (especie de violeta, «Viola mandshurica»)         |
| 蒔 | 8494 | シ ジ          | う.える まく                                                             | Plantar semillas                                         |
| 蒼 | 84BC | ソウ           | あお.い                                                                  | Azul, pálido                                             |
| 蓮 | 84EE | レン           | はす はちす                                                              | Loto                                                     |
| 蕉 | 8549 | ショウ         |                                                                          | Plátano                                                  |
| 衿 | 887F | キン コン      | えり                                                                     | Cuello, collar, solapa                                   |
| 袈 | 8888 | ケ カ          |                                                                          | Estola de monje budista                                  |
| 裟 | 88DF | サ シャ        |                                                                          | Estola de monje budista                                  |
| 詢 | 8A62 | ジュン シュン  | はか.る まこと                                                           | Consultar con                                            |
| 誼 | 8ABC | ギ             | よしみ よい                                                              | Amistad, intimidad                                       |
| 諄 | 8AC4 | シュン         | ひちくど.い くど.い くどくど ねんご.ろ                                   | Tedioso                                                  |
| 邑 | 9091 | ユウ           | うれ.える くに むら                                                      | Villa, comunidad rural, radical(lexema) derecho de villa |
| 醇 | 9187 | ジュン シュン  | もっぱら こい あつい                                                     | Sake puro, pureza, afecto                                |
| 采 | 91C7 | サイ           | と.る いろどり                                                           | Dado, forma, apariencia, toma, coloración                |
| 雛 | 96DB | スウ ス ジュ   | ひな ひよこ                                                              | Pollito, polluelo, nidada                                |
| 鞠 | 97A0 | キク キュウ    | まり                                                                     | Bola                                                     |
| 颯 | 98AF | サツ ソウ      | さっ.と                                                                  | Repentinamente, suavemente                               |
| 魁 | 9B41 | カイ           | さきがけ かしら                                                          | Líder, jefe                                              |
| 鳳 | 9CF3 | ホウ フウ      |                                                                          | Fénix macho                                              |
| 鴻 | 9D3B | コウ           | おおとり ひしくい                                                        | Cigüeña oriental («Ciconia boyciana»)                    |
| 鵬 | 9D6C | ホウ           | おおとり                                                                 | Fénix                                                    |
| 麟 | 9E9F | リン           |                                                                          | Unicornio chino, jirafa, genio, brillante, sobresaliente |
| 黎 | 9ECE | レイ リ        | くろ.い                                                                  | Oscuro, negro, muchos                                    |
| 黛 | 9EDB | タイ           | まゆずみ                                                                 | Cejas ennegrecidas                                       |

### 3 de diciembre de 1997
Cuarta enmienda. Solo se añade un carácter a la lista, totalizando 285 caracteres.
Adición
| 琉 | 7409 | リュウ ル |  | Lapislázuli |

### 23 de febrero de 2004
Quinta enmienda. Solo se añade un carácter, totalizando la lista en 286 caracteres.
Adición
| 曽 | 66FD | ソウ ソ ゾウ | かつ かつて すなわち | Antiguo, anterior, ex-, una vez, en otro tiempo, antes, alguna vez, nunca |

### 7 de junio de 2004
Sexta enmienda. Un carácter es añadido y se totaliza la lista en 287 caracteres.
Adición
| 獅 | 7345 | シ | しし | León |

### 12 de julio de 2004
Séptima enmienda. Tres caracteres son adicionados a la lista y se totaliza en 290 caracteres.
Adiciones
| 毘 | 6BD8 | ヒ ビ     | たす.ける | Ayudar, asistir                        |
| 瀧 | 7027 | ロウ ソウ | たき      | Catarata, rápidos (de un río), cascada |

| 駕 | 99D5 | カ ガ | かご が.する しのぐ のる | Vehículo, palanquín, litera, camilla, alzar un animal |

### 27 de septiembre de 2004
En esta fecha se realiza la octava enmienda de la lista. El 11 de junio de 2004 el consejo consultivo del Ministerio de Justicia anunció un proyecto de añadir 578 caracteres a la lista de jinmeiyō kanji.
Algunos de éstos, eran demandados con severidad por los padres para usarlos en los nombres de sus hijos, tales como:
| 雫 (Shizuku, "gota de agua") 苺 (Ichigo, "fresa") 遥 (Haruka, "distante") | 煌 (Akira, "chispeando") 牙 (Kiba, "colmillo") |

Otros caracteres fueron propuestos no por sus usos potenciales en nombres, sino porque son de uso frecuente y fácil de leer y escribir, incluyendo algunos polémicos tales como:
| 糞 (Kuso, "mierda") 呪 (Noroi, "maldición") | 屍 (Shikabane, "cadáver") 癌 (Gan, "cáncer") |

Solo unos 489 caracteres fueron puestos en espera, entre éstos los mencionados arriba. El consejo decidió tomar un período de consultas en donde se recibirían sugerencias en el sitio web del Ministerio de Justicia hasta el 9 de julio de 2004 para incluir o excluir dichos caracteres.
El 23 de julio de 2004, el consejo consultivo se reunió nuevamente para tomar una decisión, y debido a las enérgicas protestas recibidas del público con ciertos caracteres polémicos, se deciden retirar nueve de los 489 caracteres en espera, entre estos los cuatro caracteres mencionados anteriormente y los cinco siguientes:
| 姦 (Kashimashii, "violación", "seducción") 淫 (Midara, "obsceno") 怨 (Urami, "resentimiento") | 痔 (Shimogasa, "hemorroides") 妾 (Sobame, "concubina") |

Los otros 480 caracteres propuestos aún estaban en período de consulta para ser retirados. En este período se decide añadir un carácter:
掬 (Kiku, tomar el agua con las manos)
El 13 de agosto de 2004, el consejo consultivo decide eliminar otros 79 caracteres polémicos entre los que sobresalían:
| 蔑 (Betsu, "ridículo") 膿 (Umi, "pus") 腫 (Shu, "tumor") | 娼 (Shō, "prostituta") 嘘 (Uso, "mentira", "falsedad") 尻 (Shiri, "nalga") |

Con la séptima enmienda a la lista en julio de 2004, en donde se realizó la inclusión de tres caracteres a la lista, concluyó en la presentación final de 488 caracteres. El 27 de septiembre de 2004, el Ministerio de Justicia, sobre la base de una resolución de la Ley de Registro Familiar, se acoge la octava enmienda del jinmeiyō kanji, aceptando la inclusión de estos caracteres. Adicionalmente, se añade una lista de 205 caracteres que representan a las variantes tradicionales de algunos caracteres simplificados del jōyō kanji y jinmeiyō kanji que estaban declarados obsoletos desde 1947 y 1981 respectivamente.
Esta enmienda fue la adición más sustancial a la lista de jinmeiyō kanji, completando la lista con un total de 983 caracteres.

#### Adiciones
| 串 | 4E32 | カン ケン セン           | くし つらぬ.く                                                | Brocheta, pincho |
| 乎 | 4E4E | コ オ                    | か ああ かな や よ を                                         | ? (signo de interrogación) |
| 云 | 4E91 | ウン                     | い.う ここに                                                  | Decir |
| 些 | 4E9B | サ シャ                  | ち.と ち.っと いささか                                        | Un poco, a veces |
| 仔 | 4ED4 | シ                       | こ た.える                                                    | Crías (de animales) |
| 佃 | 4F43 | テン デン                | つくだ                                                        | Campo de arroz cultivado |
| 侠 | 4FA0 | キョウ                   | きゃん おとこだて                                             | Marimacho, caballerosidad |
| 侶 | 4FB6 | リョ ロ                  | とも                                                          | Compañero, partidario |
| 俄 | 4FC4 | ガ                       | にわか                                                        | Repentino, abrupto, improvisado                                                                                                |
| 俐 | 4FD0 | リ                       | かしこ.い                                                     | Inteligente |
| 俣 | 4FE3 |                          | また                                                          | Entrepierna, ingle, muslo |
| 俺 | 4FFA | エン                     | おれ われ                                                     | Yo, yo mismo |
| 倦 | 5026 | ケン                     | あき.る あぐ.む あぐ.ねる う.む つか.れる                     | Perder interés en, cansarse de                                                                                                 |
| 倶 | 5036 | グ ク                    | とも.に                                                       | Ambos |
| 傭 | 50AD | ヨウ チョウ              | やと.う あた.い ひと.しい                                     | Emplear, contratar un servicio                                                                                                 |
| 僅 | 50C5 | キン ゴン                | わずか                                                        | Diminuto |
| 儲 | 5132 | チョ                     | もう.ける もう.かる もうけ たくわ.える                        | Ser valioso, producir beneficios                                                                                               |
| 兎 | 514E | ト ツ                    | うさぎ                                                        | Conejo, liebre |
| 兜 | 515C | トウ ト                  | かぶと                                                        | Casco |
| 其 | 5176 | キ ギ ゴ                 | そ.れ そ.の                                                   | Ese, ése, esa, ésa, eso |
| 冥 | 51A5 | メイ ミョウ              | くら.い                                                       | Oscuro |
| 冨 | 51A8 | フ フウ                  | と.む とみ                                                    | Enriquecer, rico, abundante |
| 凄 | 51C4 | セイ サイ                | さむ.い すご.い すさ.まじい                                   | Raro, extraño, amenazante, horrible                                                                                            |
| 凉 | 51C9 | リョウ                   | すず.しい すず.む すず.やか うす.い ひや.す まことに          | Agradable y fresco |
| 凛 | 51DB | リン                     | きびし.い                                                     | Frío |
| 凧 | 51E7 |                          | いかのぼり たこ                                               | Cometa (vuelo) |
| 凰 | 51F0 | オオ コウ オウ           | おおとり                                                      | Fénix hembra |
| 函 | 51FD | カン                     | はこ い.れる                                                  | Caja (arcaísmo) |
| 刹 | 5239 | セチ セツ サツ           |                                                               | Templo |
| 劉 | 5289 | リュウ ル                | ころ.す                                                       | Recortar, matar |
| 劫 | 52AB | コウ ゴウ キョウ         | おびや.かす                                                   | Amenazar, amedrentar, acobardar                                                                                                |
| 勃 | 52C3 | ボツ ホツ                | おこ.る にわかに                                              | Premura, ascender |
| 勾 | 52FE | コウ ク                  | かぎ ま.がる                                                  | Estar doblado, inclinar, capturar                                                                                              |
| 勿 | 52FF | モチ ブツ ボツ           | なか.れ なし                                                  | No, no deber, no hacer, no ser                                                                                                 |
| 匂 | 5302 |                          | にお.う にお.い にお.わせる                                   | Fragante, apestar, resplandecer, insinuar                                                                                      |
| 卜 | 535C | ボク                     | うらな.う うらない                                            | Adivinar |
| 卿 | 537F | ケイ キョウ              | きみ                                                          | Tú, usted, señor, secretario, ministro de estado                                                                               |
| 厨 | 53A8 | シュウ ズ チュ チュウ    | くりや                                                        | Cocina |
| 厩 | 53A9 | キュウ                   | うまや                                                        | Establo, granero |
| 叉 | 53C9 | サ シャ サイ             | また                                                          | Entrepierna, bifurcación en un camino                                                                                          |
| 叢 | 53E2 | ソウ ス                  | くさむら むら.がる むら                                       | Plexo, bosquecillo, conjunto de arbustos                                                                                       |
| 吻 | 543B | フン ブン                | くちわき くちさき                                             | Trompa, probóscide |
| 呑 | 5451 | トン ドン                | の.む                                                         | Beber |
| 哨 | 54E8 | ショウ                   | みはり                                                        | Explorador, centinela |
| 哩 | 54E9 | リ                       | まいる                                                        | Milla, ri |
| 喋 | 558B | チョウ トウ              | しゃべ.る ついば.む                                           | Hablar, charlar, conversar |
| 喧 | 55A7 | ケン                     | やかま.しい かまびす.しい                                     | Ruidoso, bullicioso |
| 喰 | 55B0 |                          | く.う く.らう                                                 | Comer, beber |
| 嘗 | 5617 | ショウ ジョウ            | かつ.て こころ.みる な.める                                   | Una vez, antes, antiguo, siempre, nunca, ex-, lamer, tragarse, consumir mucho, saborear, someterse a, menospreciar, despreciar |
| 嘩 | 5629 | カ ケ                    | かまびす.しい                                                 | Ruidoso |
| 噂 | 5642 | ソン                     | うわさ                                                        | Rumor, cotilleo, habladuría |
| 噌 | 564C | ソウ ショウ ソ           | かまびす.しい                                                 | Bullicioso |
| 圃 | 5703 | ホ フ                    | はたけ にわ                                                   | Jardín, campo |
| 圓 | 5713 | エン                     | まる.い まる まど まど.か まろ.やか                           | Yen, círculo, redondo |
| 坐 | 5750 | ザ サ                    | すわ.る おわす そぞろに まします                              | Sentarse |
| 坦 | 5766 | タン                     | たいら                                                        | Nivel, ancho |
| 埜 | 57DC | ヤ ショ                  | の                                                            | País abierto, campo, tierra salvaje                                                                                            |
| 埴 | 57F4 | ショク                   | はに へな                                                     | Arcilla |
| 埼 | 57FC | キ                       | さき さい みさき                                              | Cabo, promontorio, lengua de tierra                                                                                            |
| 堆 | 5806 | タイ ツイ                | うずたか.い                                                   | Apilado, amontonado |
| 堯 | 582F | ギョウ                   | たか.い                                                       | Alto, lejos |
| 堰 | 5830 | エン                     | せき せ.く                                                    | Embalse, prevenir, obturar |
| 堵 | 5835 | ト                       | かき                                                          | Valla, cercado, verja |
| 堺 | 583A | カイ                     | さかい                                                        | Mundo |
| 塙 | 5859 | カク コウ                | はなわ かた.い                                                | Meseta o montaña que se proyecta                                                                                               |
| 塞 | 585E | ソク サイ                | ふさ.ぐ とりで み.ちる                                        | Cerrar, cubrir, bloquear, obstruir                                                                                             |
| 填 | 586B | テン チン                | ] は.まる は.める うず.める しず.める ふさ.ぐ                 | Rellenar |
| 壕 | 58D5 | コウ ゴウ                | ほり                                                          | Zanja, trinchera, refugio contra ataques aéreos                                                                                |
| 壬 | 58EC | ニン ジン イ             | みずのえ                                                      | Noveno signo del ciclo sexagesimal chino                                                                                       |
| 夷 | 5937 | イ                       | えびす えみし ころ.す たい.らげる                             | Bárbaro, salvaje, ainu, Emishi                                                                                                 |
| 奄 | 5944 | エン                     | おお.う たちまち                                              | Cubrir |
| 套 | 5957 | トウ                     | かさ.ねる                                                     | Trillado |
| 妖 | 5996 | ヨウ                     | あや.しい なま.めく わざわ.い                                 | Atractivo, encantador, calamidad                                                                                               |
| 姥 | 59E5 | ボ モ                    | うば                                                          | Anciana |
| 姪 | 59EA | テツ チツ ジチ イツ イチ | めい おい                                                     | Sobrina |
| 娃 | 5A03 | ア アイ ワ               | うつく.しい                                                   | Bello |
| 娩 | 5A29 | ベン                     |                                                               | Dar a luz |
| 孜 | 5B5C | シ                       | つと.める                                                     | Esforzarse |
| 宋 | 5B8B | ソウ                     |                                                               | Habitar, Dinastía Sung |
| 宕 | 5B95 | トウ                     | すぎる                                                        | Cueva |
| 宛 | 5B9B | エン                     | あ.てる -あて -づつ あたか.も                                 | Dirigirse, afortunadamente, exactamente                                                                                        |
| 寓 | 5BD3 | グウ グ ドウ             | ぐう.する かこつ.ける よ.せる よ.る かりずまい                | Morada temporal, guardar, implicar, sugerir                                                                                    |
| 實 | 5BE6 | ジツ シツ                | み みの.る まこと.に みの.り みち.る                          | Verdad, realidad |
| 寵 | 5BF5 | チョウ                   | めぐ.み めぐ.む                                               | Amor, afecto, protección |
| 尖 | 5C16 | セン                     | とが.る さき するど.い                                        | Puntiagudo, afilado, estrecharse, disgustado, enojado, inquieto                                                                |
| 尤 | 5C24 | ユウ                     | もっと.も とが.める                                           | Razonable, exactamente, natural, plausible, notable, espléndido                                                                |
| 屑 | 5C51 | セツ                     | くず いさぎよ.い                                              | Basura, desperdicio, chatarra                                                                                                  |
| 岡 | 5CA1 | コウ                     | おか                                                          | Colina, monte, montículo |
| 峨 | 5CE8 | ガ                       | けわ.しい                                                     | Montaña alta |
| 峯 | 5CEF | ホウ                     | みね ね                                                       | Cima, cumbre |
| 崖 | 5D16 | ガイ ゲ ギ               | がけ きし はて                                                | Precipicio, risco, despeñadero                                                                                                 |
| 嶋 | 5D8B | トウ                     | しま                                                          | Isla |
| 已 | 5DF2 | イ                       | や.む すで.に のみ はなはだ                                   | Parar, detener, previamente, ya, hace mucho                                                                                    |
| 巷 | 5DF7 | コウ                     | ちまた                                                        | Bifurcación en camino, escena, teatro                                                                                          |
| 巾 | 5DFE | キン フク                | おお.い ちきり きれ                                           | Toalla, pergamino colgante, ancho                                                                                              |
| 帖 | 5E16 | チョウ ジョウ            | かきもの                                                      | Fardo de algas marinas, contador para biombos, cuaderno                                                                        |
| 幌 | 5E4C | コウ                     | ほろ とばり                                                   | Toldo, marquesina, cortina, capucha                                                                                            |
| 幡 | 5E61 | マン ハン バン ホン      | はた                                                          | Bandera |
| 庇 | 5E87 | ヒ                       | ひさし おお.う かば.う                                        | Proteger, defender, aleros de un tejado, toldo, penthouse, visera                                                              |
| 庚 | 5E9A | コウ                     | かのえ                                                        | Séptimo signo del ciclo sexagesimal                                                                                            |
| 庵 | 5EB5 | アン                     | いおり いお                                                   | Ermita, retirada |
| 廟 | 5EDF | ビョウ ミョウ            | たまや みたまや やしろ                                        | Mausoleo, templo, palacio |
| 廻 | 5EFB | カイ エ                  | まわ.る まわ.す もとお.る めぐ.る めぐ.らす                   | Rodear, jugar, revolver, ir alrededor, circunferencia                                                                          |
| 廿 | 5EFF | ジュウ ニュウ            | にじゅう                                                      | Veinte |
| 弛 | 5F1B | チ シ                    | たる.む たる.める たゆ.む ゆる.む ゆる.み                     | Aflojar, relajar |
| 徠 | 5FA0 | ライ                     | きた.す きた.る く.る                                         | Inducir, animar a venir |
| 徽 | 5FBD | キ                       | しるし                                                        | Bueno, bello, símbolo |
| 忽 | 5FFD | コツ                     | たちま.ち ゆるが.せ                                           | En un momento, instantáneamente, repentinamente, desatender, descuidar                                                         |
| 恢 | 6062 | カイ ケ                  | ひろ.い                                                       | Amplio, largo, aumentar |
| 恰 | 6070 | コウ カッ チョウ キョウ  | あたか.も                                                     | Exactamente, como si, afortunadamente                                                                                          |
| 悉 | 6089 | シツ シチ                | つ.きる ことごと ことごと.く つ.くす つぶさ.に                | Todo, enteramente, completamente, agotar, terminar, acabar, hacerse amigo de, servir                                           |
| 惚 | 60DA | コツ                     | ほけ.る ぼ.ける ほ.れる                                       | Enamorarse de, admirar, volverse senil                                                                                         |
| 惹 | 60F9 | ジャク ジャ              | ひ.く                                                         | Atraer, cautivar |
| 惺 | 60FA | セイ                     | さと.る                                                       | Realizar |
| 憐 | 6190 | レン                     | あわ.れむ あわ.れ                                             | Dar lástima, tener piedad, condolerse, tener compasión                                                                         |
| 戊 | 620A | ボ ボウ                  | つちのえ                                                      | Quinto signo del ciclo sexagesimal                                                                                             |
| 或 | 6216 | ワク コク イキ           | あ.る あるい あるいは                                         | Algo, un, o, posible, un tal                                                                                                   |
| 戚 | 621A | ソク セキ                | いた.む うれ.える みうち                                      | Apenar, entristecer |
| 戟 | 621F | ゲキ                     | ほこ                                                          | Alabarda |
| 戴 | 6234 | タイ                     | いただ.く                                                     | Ser coronado con, vivir bajo un gobernante, recibir                                                                            |
| 托 | 6258 | タク                     | たく.する たの.む                                             | Solicitar, confiar con, pretender, insinuar                                                                                    |
| 拭 | 62ED | ショク シキ              | ぬぐ.う ふ.く                                                 | Pasar un paño, limpiar con estropajo, secar con un paño                                                                        |
| 拶 | 62F6 | サツ                     | せま.る                                                       | Estar inminente |
| 按 | 6309 | アン                     | おさ.える しら.べる                                           | Agarrar, considerar, investigar                                                                                                |
| 挨 | 6328 | アイ                     | ひら.く                                                       | Abrir |
| 挺 | 633A | チョウ テイ              | ぬ.く                                                         | Contador para armas, palanquines, rickshaws y carretas; voluntario valiente                                                    |
| 挽 | 633D | バン                     | ひ.く                                                         | Aserrar, moler, tornear |
| 捉 | 6349 | ソク サク                | とら.える                                                     | Atrapar, capturar |
| 捧 | 6367 | ホウ                     | ささ.げる                                                     | Dar, ofrecer, sacrificar, consagrar, dedicar                                                                                   |
| 捲 | 6372 | ケン                     | ま.く ま.くる まく.る めく.る まく.れる                       | Rodar, enrollar, enroscar, dar vuelta a la página, enrollar las mangas, arrancar                                               |
| 捻 | 637B | ネン ジョウ              | ね.じる ねじ.る ひね.くる ひね.る                             | Girar rápidamente, retorcer, jugar con                                                                                         |
| 掠 | 63A0 | リャク リョウ            | かす.める かす.る かす.れる                                   | Saquear, robar, rozar, pasar sobre, insinuar, engañar                                                                          |
| 掬 | 63AC | キク コク                | きく.す むす.ぶ すく.う たなごころ                            | Agarrar el agua con las manos                                                                                                  |
| 掴 | 63B4 | カク                     | つか.む つか.まえる つか.まる                                 | Atrapar, tomar, agarrar, arrestar, capturar, sujetar                                                                           |
| 揃 | 63C3 | セン                     | そろ.える そろ.う そろ.い き.る                               | Estar completo, uniforme |
| 摺 | 647A | ショウ シュウ ロウ       | す.る ひだ                                                    | Frotar, plegar, estampar sobre ropa                                                                                            |
| 撒 | 6492 | サン サツ                | ま.く                                                         | Esparcir, salpicar |
| 撞 | 649E | ドウ トウ シュ           | つ.く                                                         | Empujar, perforar, pinchar, marcar                                                                                             |
| 撫 | 64AB | ブ フ                    | な.でる                                                       | Acariciar, calmar |
| 播 | 64AD | ハ バン ハン             | ま.く                                                         | Plantar, sembrar |
| 撰 | 64B0 | サン セン                | せん.する えら.む えら.ぶ                                     | Componer, editar, compilar, elegir                                                                                             |
| 擢 | 64E2 | テキ タク                | ぬ.く ぬき.んでる                                             | Sobrepasar, seleccionar, sobresalir en, salir                                                                                  |
| 斑 | 6591 | ハン                     | ふ まだら                                                     | Mancha, marca, lunar |
| 斡 | 65A1 | アツ カン ワツ           | めぐ.る めぐ.らす                                             | Gobernar, administrar, propagarse                                                                                              |
| 斧 | 65A7 | フ                       | おの                                                          | Hacha |
| 斯 | 65AF | シ                       | か こう か.く この これ ここに                                | Este, así, de este modo, tal                                                                                                   |
| 昊 | 660A | コウ                     | そら                                                          | Cielo, grande |
| 昏 | 660F | コン                     | くら.い くれ                                                  | Oscuro, cepúsculo, anochecer                                                                                                   |
| 昧 | 6627 | マイ バイ                | くら.い むさぼ.る                                             | Oscuro, descabellado |
| 晄 | 6644 | コウ                     | あきらか                                                      | Claro |
| 晒 | 6652 | サイ シ                  | さら.す さらし                                                | Blanquear, refinar, exponer, aire                                                                                              |
| 晦 | 6666 | カイ                     | つごもり くら.い みそか                                       | Oscuro, desaparecer |
| 曖 | 66D6 | アイ                     | くら.い                                                       | Oscuro, no claro |
| 曝 | 66DD | バク ホク ボク           | さら.す                                                       | Blanquear, refinar, exponer, aire                                                                                              |
| 曳 | 66F3 | エイ                     | ひ.く                                                         | Jalar, tirar, arrancar con fuerza, admitir, instalar, citar, referirse a                                                       |
| 曾 | 66FE | ソウ ソ ゾウ             | かつ かつて すなわち                                          | Antiguo, anterior, ex-, una vez, en otro tiempo, antes, alguna vez, nunca                                                      |
| 杖 | 6756 | ジョウ                   | つえ                                                          | Palo, caña |
| 杭 | 676D | コウ                     | くい                                                          | Estaca, poste, piquete |
| 杵 | 6775 | ショ ソ                  | きね                                                          | Majadero, machacadera |
| 杷 | 6777 | ハ                       | つか                                                          | Níspero japonés (Eriobotrya japonica)                                                                                          |
| 枇 | 6787 | ビ ヒ                    |                                                               | Cuchara |
| 枕 | 6795 | チン シン                | まくら                                                        | Almohada |
| 柏 | 67CF | ハク ヒャク ビャク       | かしわ                                                        | Kashiwa (especie de roble, "Quercus dentata")                                                                                  |
| 柑 | 67D1 | コン カン                |                                                               | Cítrico, naranja |
| 柘 | 67D8 | シャ ジャク              | そ つげ やまぐわ                                              | Morera silvestre |
| 柴 | 67F4 | サイ シ                  | しば                                                          | Leña, rastrojo |
| 柵 | 67F5 | サク サン                | しがら.む しがらみ とりで やらい                              | Empalizada, valla, entrelazarse alrededor                                                                                      |
| 柿 | 67FF | シ                       | かき こけら                                                   | Caqui, persimonio, zapote ("Diospyros kaki")                                                                                   |
| 栃 | 6803 |                          | とち                                                          | Falso castaño japonés ("Aesculus turbinata")                                                                                   |
| 栖 | 6816 | セイ                     | す.む                                                         | Nido, colonia, colmena, telaraña, madriguera                                                                                   |
| 桁 | 6841 | コウ                     | けた                                                          | Viga maestra, mástil, travesaño, unidad o columna (contabilidad)                                                               |
| 桔 | 6854 | キツ ケツ                |                                                               | Campana china ("Campanula") |
| 桧 | 6867 | カイ                     | ひのき ひ                                                     | Hinoki (ciprés japonés, "Chamaecyparis obtusa")                                                                                |
| 桶 | 6876 | ヨウ トウ                | おけ                                                          | Tina, cubo, balde |
| 梁 | 6881 | リョウ                   | はり うつばり うちばり やな はし                              | Dique, trampa para peces, viga                                                                                                 |
| 梗 | 6897 | コウ キョウ              | ふさぐ やまにれ おおむね                                      | Muy de cerca, la mayor parte                                                                                                   |
| 梛 | 689B | ダ ナ                    | なぎ                                                          | Nagi |
| 梯 | 68AF | テイ タイ                | はしご                                                        | Escalera, escalera de mano, bebiendo insaciablemente                                                                           |
| 梶 | 68B6 | ビ                       | かじ こずえ                                                   | "Broussonetia papyrifera" |
| 棲 | 68F2 | セイ                     | す.む                                                         | Vivir, habitar |
| 椀 | 6900 | ワン                     | はち                                                          | Tazón de madera o lacado |
| 椅 | 6905 | イ                       |                                                               | Silla |
| 椛 | 691B |                          | かば もみじ                                                   | Abedul, arce |
| 楕 | 6955 | ダ タ                    |                                                               | Elipse |
| 楚 | 695A | ソ ショ                  | いばら しもと すわえ                                          | Látigo, caña |
| 楢 | 6962 | シュウ ユウ              | なら                                                          | Roble |
| 楯 | 696F | ジュン                   | たて                                                          | Escudo, pretexto |
| 榊 | 698A |                          | さかき                                                        | Sakaki (árbol sagrado de la religión Shinto, "Cleyera japonica")                                                               |
| 榎 | 698E | カ                       | えのき                                                        | Enoki ("Celtis sinensis") |
| 榮 | 69AE | エイ ヨウ                | さか.える は.える え                                          | Florecer, prosperidad, honor, gloria, esplendor                                                                                |
| 槇 | 69C7 | テン シン                | まき こずえ                                                   | Leña |
| 槌 | 69CC | ツイ                     | つち                                                          | Martillo, mazo |
| 槍 | 69CD | ソウ ショウ              | やり                                                          | Lanza, jabalina, alabarda, pica                                                                                                |
| 樋 | 6A0B | トウ                     | ひ とい                                                       | Cañería, cuneta, conducto |
| 樟 | 6A1F | ショウ                   | くす                                                          | Árbol de alcanfor ("Cinnamomum camphora")                                                                                      |
| 樫 | 6A2B |                          | かし                                                          | Encina ("Cyclobalanopsis acuta")                                                                                               |
| 樽 | 6A3D | ソン                     | たる                                                          | Barril, tonel, barrilete |
| 橙 | 6A59 | トウ                     | だいだい                                                      | Daidai (naranja amarga, "Citrus aurantium")                                                                                    |
| 檎 | 6A8E | キン ゴン ゴ             |                                                               | Pera, manzana |
| 檜 | 6A9C | カイ                     | ひのき ひ                                                     | Hinoki (ciprés japonés, "Chamaecyparis obtusa")                                                                                |
| 櫂 | 6AC2 | トウ タク                | かい かじ                                                     | Remo |
| 櫓 | 6AD3 | ロ                       | おさやぐら おおだて                                           | Remo, cadalso, torreta, torre                                                                                                  |
| 櫛 | 6ADB | シツ                     | くし くしけず.る                                              | Peine |
| 歎 | 6B4E | タン                     | なげ.く なげ.き                                               | Lamentación, aflicción, dolor                                                                                                  |
| 此 | 6B64 | シ                       | こ.れ こ.の ここ                                              | Este, actual, próximo, siguiente, último, pasado                                                                               |
| 殆 | 6B86 | タイ サイ                | ほとほと ほとん.ど あやうい                                   | Casi, realmente, completamente                                                                                                 |
| 汎 | 6C43 | ハン ブ フウ ホウ ホン   | ただよ.う ひろ.い                                             | Prefijo "pan-" |
| 汝 | 6C5D | ジョ                     | なんじ なれ                                                   | Tú, usted |
| 汲 | 6C72 | キュウ                   | く.む                                                         | Sacar (agua), extraer, servir (líquidos)                                                                                       |
| 沌 | 6C8C | トン                     | くら.い                                                       | Caos |
| 沓 | 6C93 | トウ                     | くつ                                                          | Zapatos, botas |
| 沫 | 6CAB | マツ バツ                | あわ しぶき つばき                                            | Chapoteo, pompas de jabón |
| 洛 | 6D1B | ラク                     |                                                               | Kioto, la capital |
| 浬 | 6D6C | リ                       | かいり のっと                                                 | Nudo, milla náutica |
| 淀 | 6DC0 | テン デン                | よど.む                                                       | Estancarse, arremolinar, depositar, sedimentar, asentarse, titubear, vacilar                                                   |
| 淋 | 6DCB | リン                     | さび.しい さみ.しい                                           | Solo, desolado |
| 淵 | 6DF5 | エン カク コウ           | ふち かた.い はなわ                                           | Abismo, borde, laguna profunda, las profundidades                                                                              |
| 湊 | 6E4A | ソウ                     | みなと あつ.まる                                              | Puerto |
| 湘 | 6E58 | ショウ                   |                                                               | Río Xiang (río de China), río Sagami (río de Japón)                                                                            |
| 湛 | 6E5B | タン チン                | しず.む たた.える                                             | Lucir una sonrisa, embargar de emoción                                                                                         |
| 溜 | 6E9C | リュウ                   | た.まる たま.る た.める したた.る たまり ため                 | Recolectar, estar endeudado |
| 溢 | 6EA2 | イツ                     | こぼ.れる あふ.れる み.ちる                                   | Desbordar, inundar, derramar                                                                                                   |
| 漕 | 6F15 | ソウ                     | こ.ぐ はこ.ぶ                                                 | Remar |
| 漣 | 6F23 | レン ラン                | さざなみ                                                      | Olas pequeñas, rizo del agua                                                                                                   |
| 濡 | 6FE1 | ジュ ニュ                | ぬれ.る ぬら.す ぬ.れる ぬ.らす うるお.い うるお.う うるお.す | Mojarse, humedecer, empapar |
| 瀕 | 7015 | ヒン                     | ほとり                                                        | Costa, margen, orilla |
| 灘 | 7058 | タン ダン                | なだ せ                                                       | Mar abierto |
| 灸 | 7078 | キュウ ク                | やいと                                                        | Moxa, moxibustión, castigo físico                                                                                              |
| 灼 | 707C | シャク                   | あらた やく                                                   | Milagroso |
| 烏 | 70CF | ウ オ                    | からす いずくんぞ なんぞ                                      | Cuervo |
| 焔 | 7114 | エン                     | ほのお                                                        | Llama, llamarada |
| 焚 | 711A | フン ホン ハン           | た.く や.く やきがり                                          | Quemar, encender, hacer una fogata, hervir, cocinar                                                                            |
| 煉 | 7149 | レン                     | ね.る                                                         | Refinar metales, amasar sobre el fuego                                                                                         |
| 煌 | 714C | コウ                     | きらめ.く きら.めく かが.やく                                 | Brillar, rutilar, relucir, destellar, centellear                                                                               |
| 煎 | 714E | セン                     | せん.じる い.る に.る                                         | Hervir, asar, tostar |
| 煤 | 7164 | バイ マイ                | すす                                                          | Hollín |
| 燕 | 71D5 | エン                     | つばめ つばくら つばくろ                                      | Golondrina |
| 燭 | 71ED | ソク ショク              | ともしび                                                      | Luz |
| 爪 | 722A | ソウ                     | つめ つま                                                     | Uña, garra, pezuña |
| 牒 | 7252 | チョウ ジョウ            | ふだ                                                          | Etiqueta, genealogía, circular                                                                                                 |
| 牙 | 7259 | ガ ゲ                    | きば は                                                       | Colmillo |
| 牟 | 725F | ボウ ム                  |                                                               | Pupila, mugido de la vaca |
| 牡 | 7261 | ボ ボウ                  | おす お- おん-                                                | Animal macho |
| 牽 | 727D | ケン                     | ひ.く                                                         | Jalar, tirar, arrancar con fuerza, admitir, instalar, citar, referirse a                                                       |

| 犀 | 7280 | サイ セイ                 |                                                                    | Rinoceronte                                                                                              |
| 狼 | 72FC | ロウ                      | おおかみ                                                           | Lobo |
| 玩 | 73A9 | ガン                      | もちあそ.ぶ もてあそ.ぶ                                            | Jugar, hacer deporte, perder el tiempo, tener el placer                                                  |
| 珀 | 73C0 | ハク                      |                                                                    | Ámbar |
| 珂 | 73C2 | カ                        |                                                                    | Joya |
| 珈 | 73C8 | カ                        | かみかざり                                                         | Horquilla ornamental                                                                                     |
| 珊 | 73CA | サン                      | せんち さんち                                                      | Vacilación, soledad, centímetro                                                                          |
| 琥 | 7425 | コ                        |                                                                    | Utensilio de lujo                                                                                        |
| 琵 | 7435 | ビ ヒ                     |                                                                    | Laúd, hacer glissando con cuerdas                                                                        |
| 琶 | 7436 | ハ ベ ワ                  |                                                                    | Laúd |
| 瓜 | 74DC | カ ケ                     | うり                                                               | Melón ("Cucumis melo")                                                                                   |
| 瓢 | 74E2 | ヒョウ                    | ひさご ふくべ                                                      | Calabaza                                                                                                 |
| 瓦 | 74E6 | ガ                        | かわら ぐらむ                                                      | Teja, gramo                                                                                              |
| 甥 | 7525 | セイ ソウ ショウ          | おい むこ                                                          | Sobrino                                                                                                  |
| 畏 | 754F | イ                        | おそ.れる かしこ.まる かしこ かしこ.し                             | Temer, majestuoso, generosamente, ser aprehensivo                                                        |
| 畠 | 7560 |                           | はたけ はた                                                        | Campo, granja, jardín                                                                                    |
| 畢 | 7562 | ヒツ                      | おわ.る あみ おわ.り ことごとく                                    | El fin, finalizar                                                                                        |
| 畿 | 757F | キ                        | みやこ                                                             | Capital, suburbios de la capital                                                                         |
| 疋 | 758B | ヒキ ショ ソ ヒツ         | あし                                                               | Cabeza, contador para animales                                                                           |
| 疏 | 758F | ソ ショ                   | あら.い うと.い うと.む とお.る とお.す まばら                     | Alejar, esparcir, descuidar                                                                              |
| 痩 | 75E9 | ソウ チュウ シュウ シュ   | や.せる                                                            | Adelgazar                                                                                                |
| 盃 | 76C3 | ハイ                      | さかずき                                                           | Vidrio, copa                                                                                             |
| 瞥 | 77A5 | ベツ ヘツ                 |                                                                    | Dar una mirada                                                                                           |
| 砥 | 7825 | シ テイ キイ チ           | と といし と.ぐ みが.く たいら.にする                              | Piedra de afilar                                                                                         |
| 砦 | 7826 | サイ                      | とりで                                                             | Fuerte, fortaleza, trinchera                                                                             |
| 砧 | 7827 | チン                      | きぬた                                                             | Yunque                                                                                                   |
| 硯 | 786F | ケン ゲン                 | すずり                                                             | Suzuri (tintero de piedra)                                                                               |
| 碓 | 7893 | カク タイ                 | たし.か かく.たる                                                  | Usu (mortero japonés)                                                                                    |
| 碗 | 7897 | ワン                      | こばち                                                             | Tazón de porcelana, taza de té                                                                           |
| 磐 | 78D0 | バン ハン                 | いわ                                                               | Roca, peñón, peñasco, pared                                                                              |
| 祁 | 7941 | キ ケ                     |                                                                    | Intenso, largo                                                                                           |
| 祇 | 7947 | ギ キ シ                  | くにつかみ ただ まさに                                             | Dios nacional o local, pacífico, grande                                                                  |
| 祢 | 7962 | ネ デイ ナイ              |                                                                    | Templo ancestral                                                                                         |
| 祷 | 7977 | トウ                      | いの.る いの.り まつ.る                                            | Rezar |
| 禮 | 79AE | レイ ライ                 |                                                                    | Costumbre social, cortesía, hábitos, ritos                                                               |
| 禰 | 79B0 | ネ デイ ナイ              |                                                                    | Templo ancestral                                                                                         |
| 禽 | 79BD | キン                      | とり とりこ                                                        | Pájaro, prisionero, cautivo                                                                              |
| 禾 | 79BE | カ                        | いね                                                               | Árbol de dos ramas, arroz                                                                                |
| 秤 | 79E4 | ショウ ヒン ビン          | はかり                                                             | Balanza, báscula                                                                                         |
| 稟 | 7A1F | リン ヒン                 | こめぐら                                                           | Salario en arroz                                                                                         |
| 稽 | 7A3D | ケイ                      | かんが.える とど.める                                              | Pensar, considerar, objetar                                                                              |
| 穿 | 7A7F | セン                      | うが.つ は.く                                                      | Cavar, taladrar, penetrar, calzar                                                                        |
| 窄 | 7A84 | サク                      | すぼ.める つぼ.める せま.い                                        | Estrechar, encoger, contraer, cerrar, apagar                                                             |
| 窟 | 7A9F | クツ コツ                 | いわや いはや あな                                                 | Caverna                                                                                                  |
| 窪 | 7AAA | ワ ア                     | くぼ.む くぼ.み くぼ.まる くぼ                                     | Depresión, cavar, hundir, ahuecar                                                                        |
| 窺 | 7ABA | キ                        | うかが.う のぞく                                                   | Atisbar, espiar, echar un vistazo, buscar la ocasión                                                     |
| 竪 | 7AEA | ジュ                      | たて た.てる こども                                                | Longitud, peso, torcerse, combarse                                                                       |
| 竺 | 7AFA | ジク チク トク            |                                                                    | Bambú |
| 竿 | 7AFF | カン                      | さお                                                               | Pértiga, palo                                                                                            |
| 笈 | 7B08 | キュウ                    |                                                                    | Caja de bambú                                                                                            |
| 笠 | 7B20 | リュウ                    | かさ                                                               | Sombrero de bambú, influencia de una persona                                                             |
| 筈 | 7B48 | カツ                      | はず やはず                                                        | Haber de, tener que, deber de, muesca de una flecha                                                      |
| 筑 | 7B51 | チク                      |                                                                    | Chiku (antiguo instrumento musical)                                                                      |
| 箔 | 7B94 | ハク                      | すだれ                                                             | Sudare (adorno de metal)                                                                                 |
| 箕 | 7B95 | キ                        | み                                                                 | Criba |
| 箪 | 7BAA | タン                      | はこ                                                               | Canasta de bambú                                                                                         |
| 箸 | 7BB8 | チョ チャク               | はし                                                               | Palillos                                                                                                 |
| 篇 | 7BC7 | ヘン                      |                                                                    | Volumen, capítulo, libro, edición, compilación                                                           |
| 篠 | 7BE0 | ゾウ ショウ               | しの ささ                                                          | Bambú enano                                                                                              |
| 簾 | 7C3E | レン                      | すだれ す                                                          | Sudare (cortina de bambú)                                                                                |
| 籾 | 7C7E |                           | もみ                                                               | Arroz con cáscara                                                                                        |
| 粟 | 7C9F | ゾク ショク ソク          | あわ もみ                                                          | Mijo |
| 粥 | 7CA5 | イク シュク ジュク        | かゆ かい ひさ.ぐ                                                  | Porridge (gachas de arroz)                                                                               |
| 糊 | 7CCA | コ ゴ コツ                | のり                                                               | Pasta, almidón, pegamento                                                                                |
| 紐 | 7D10 | チュウ ジュウ             | ひも                                                               | Cuerda, cordón, cordel, trenza, correa                                                                   |
| 絆 | 7D46 | ハン                      | きずな ほだ.す つな.ぐ                                             | Lazo, vínculo, atadura                                                                                   |
| 綴 | 7DB4 | テイ テツ テチ ゲツ       | と.じる つづ.る つづり すみ.や                                     | Componer, escribir, encuadernar                                                                          |
| 縞 | 7E1E | コウ                      | しま しろぎぬ                                                      | Franja                                                                                                   |
| 繋 | 7E4B | ケイ                      | つな.ぐ かか.る か.ける                                            | Atar, conectar, encadenar, sujetar                                                                       |
| 繍 | 7E4D | シュウ                    | ぬいとり                                                           | Bordado, vestido con figuras                                                                             |
| 纂 | 7E82 | サン                      | あつ.める                                                          | Editar, compilar                                                                                         |
| 纏 | 7E8F | テン デン                 | まつ.わる まと.う まと.める まと.まる まと.い                      | Vestir, atar, envolver, recolectar                                                                       |
| 羚 | 7F9A | レイ リョウ               | かもしか                                                           | Antílope, gacela                                                                                         |
| 羨 | 7FA8 | セン エン                 | うらや.む あまり                                                   | Envidiar, desear, codiciar                                                                               |
| 而 | 800C | ジ ニ                     | しこ.うして しか.して しか.も しか.れども すなわち なんじ しかるに | Rastrillo                                                                                                |
| 耽 | 803D | タン                      | ふ.ける                                                            | Adicto, absorbido en                                                                                     |
| 肋 | 808B | ロク                      | あばら                                                             | Costilla                                                                                                 |
| 肘 | 8098 | チュウ                    | ひじ                                                               | Codo |
| 肴 | 80B4 | コウ                      | さかな                                                             | Sakana (comida que se acompaña con las bebidas)                                                          |
| 脇 | 8107 | キョウ                    | わき わけ                                                          | Axila, lado, costado, flanco                                                                             |
| 腎 | 814E | ジン                      |                                                                    | Riñón |
| 腔 | 8154 | コウ                      |                                                                    | Cavidad corporal                                                                                         |
| 膏 | 818F | コウ                      | あぶら                                                             | Grasa, manteca, pasta, ungüento, argamasa                                                                |
| 膳 | 81B3 | ゼン セン                 | かしわ すす.める そな.える                                         | Pequeña tabla baja, bandeja                                                                              |
| 臆 | 81C6 | オク ヨク                 | むね おくす                                                        | Timidez, corazón, mente, miedo, cobardía                                                                 |
| 臥 | 81E5 | ガ                        | ふせ.る ふ.せる ふ.す                                              | Acostarse, postrarse, poner boca abajo, inclinar                                                         |
| 臼 | 81FC | キュウ グ                 | うす うすづ.く                                                     | Mortero, muela, molino                                                                                   |
| 舵 | 8235 | ダ タ                     | かじ                                                               | Timón |
| 舷 | 8237 | ゲン                      | ふなべい ふなばた                                                  | Borda, regala                                                                                            |
| 芥 | 82A5 | カイ ケ                   | からし ごみ あくた                                                 | Mostaza, desechos, inmundicia, polvo, basura                                                             |
| 芦 | 82A6 | ロ                        | あし よし                                                          | Junco, caña                                                                                              |
| 芭 | 82AD | バ ハ                     |                                                                    | Banano                                                                                                   |
| 芯 | 82AF | シン                      |                                                                    | "Juncus effusus"                                                                                         |
| 苔 | 82D4 | タイ                      | こけ こけら                                                        | Musgo, liquen                                                                                            |
| 苺 | 82FA | バイ マイ                 | いちご                                                             | Fresa |
| 茨 | 8328 | シ ジ                     | いばら かや くさぶき                                               | Espina, zarza                                                                                            |
| 茸 | 8338 | ジョウ ニュ               | きのこ たけ しげ.る                                                | Seta, hongo                                                                                              |
| 荻 | 837B | テキ                      | おぎ                                                               | Junco, caña ("Miscanthus sacchariflorus")                                                                |
| 莫 | 83AB | バク ボ マク モ ナイ      | くれ なか.れ なし                                                  | No deber, no hacer, no ser                                                                               |
| 莱 | 83B1 | ライ リ                   | あかざ あわち こうが                                               | "Chenopodium"                                                                                            |
| 菅 | 83C5 | カン ケン                 | すげ                                                               | Juncia                                                                                                   |
| 菩 | 83E9 | ボ                        |                                                                    | Árbol sagrado                                                                                            |
| 菱 | 83F1 | リョウ                    | ひし                                                               | Rombo, diamante                                                                                          |
| 萄 | 8404 | ドウ トウ                 |                                                                    | Vid, uva silvestre                                                                                       |
| 萠 | 8420 | ホウ                      | も.える きざ.す めばえ きざ.し                                     | Mostrar síntomas de, brotar, convertirse en malta                                                        |
| 萬 | 842C | マン バン                 | よろず                                                             | Diez mil                                                                                                 |
| 萱 | 8431 | ケン                      | かや かんぞう                                                      | Kaya (nuez moscada japonesa, "Torreya nucifera")                                                         |
| 葛 | 845B | カツ カチ                 | つづら くず                                                        | Arrurruz, kuzu ("Pueraria lobata")                                                                       |
| 葡 | 8461 | ブ ホ                     |                                                                    | Uva silvestre, Portugal                                                                                  |
| 董 | 8463 | トウ                      | ただ.す                                                            | Corregir                                                                                                 |
| 葦 | 8466 | イ                        | しお.れる しな.びる しぼ.む な.える                                | Carrizo ("Phragmites australis")                                                                         |
| 葺 | 847A | シュウ                    | あし ふ.く ふき                                                    | Techar, tejar                                                                                            |
| 蒋 | 848B | ショウ ソウ               | まこも はげ.ます                                                   | Junco |
| 蒐 | 8490 | シュウ                    | あかね あつ.まる あつ.める                                         | Reunir                                                                                                   |
| 蒙 | 8499 | モウ ボウ                 | こうむ.る おお.う くら.い                                          | Ignorancia, oscuridad, obtener, recibir, estar sujeto a, sostener, Mongolia                              |
| 蒲 | 84B2 | ホ ボ フ ブ               | がま かば かま                                                     | Espadaña, enea                                                                                           |
| 蓋 | 84CB | ガイ カイ コウ            | ふた けだ.し おお.う かさ かこう                                   | Cubierta, tapa, solapa                                                                                   |
| 蓑 | 84D1 | サ サイ                   | みの                                                               | Miño (indumentaria impermeable hecha de paja)                                                            |
| 蓬 | 84EC | ホウ ブ                   | よもぎ                                                             | Artemisa ("Artemisa indica")                                                                             |
| 蔓 | 8513 | マン バン                 | はびこ.る つる                                                     | Vid, zarcillo, influencia, conexiones, esparcir, caer a lo largo, desarrollarse, incontrolable, poderoso |
| 蔭 | 852D | イン オン                 | かげ                                                               | Sombra                                                                                                   |
| 蔽 | 853D | ヘイ ヘツ フツ            | おお.う おお.い                                                    | Cubrir, esconder, tapar, hundir, arruinarse                                                              |
| 蕃 | 8543 | バン ハン                 |                                                                    | Crecer voluptuosamente                                                                                   |
| 蕎 | 854E | キョウ                    | そば                                                               | Soba, alforfón, trigo sarraceno ("Fagopyrum esculentum")                                                 |
| 蕨 | 8568 | ケツ                      | わらび                                                             | Helecho                                                                                                  |
| 蕪 | 856A | ブ ム                     | かぶ かぶら あれる                                                 | Rábano                                                                                                   |
| 蕾 | 857E | ライ                      | つぼみ                                                             | Botón (de planta), brote, capullo                                                                        |
| 薗 | 8597 | エン オン                 |                                                                    | Jardín, granja                                                                                           |
| 薙 | 8599 | テイ チ                   | な.ぐ なぎ か.る                                                   | Abatir al enemigo                                                                                        |
| 薩 | 85A9 | サツ サチ                 |                                                                    | Buda |
| 藁 | 85C1 | コウ                      | わら                                                               | Paja |
| 蘇 | 8607 | ソ ス                     | よみがえ.る                                                        | Ser resucitado, revivir                                                                                  |
| 蜂 | 8702 | ホウ                      | はち                                                               | Abeja, avispa, avispón                                                                                   |
| 蜜 | 871C | ミツ ビツ                 |                                                                    | Miel, néctar, melaza                                                                                     |
| 蝉 | 8749 | セン ゼン                 | せみ                                                               | Cigarra                                                                                                  |
| 蝋 | 874B | ロウ                      | みつろう ろうそく                                                  | Cera, vela, cirio                                                                                        |
| 蝦 | 8766 | カ ゲ                     | えび                                                               | Camarón, gamba, langosta                                                                                 |
| 螺 | 87BA | ラ                        | にし にな                                                          | Comestible, concha, espiral                                                                              |
| 蟹 | 87F9 | カイ                      | かに                                                               | Cangrejo                                                                                                 |
| 袖 | 8896 | シュウ                    | そで                                                               | Manga, alerón, extensión                                                                                 |
| 袴 | 88B4 | コ ク                     | はかま ずぼん                                                      | Hakama (falda tradicional usada por los hombres en ceremonias)                                           |
| 裡 | 88E1 | リ                        | うち うら                                                          | Reverso, adentro, atrás, suela, forro, lugar equivocado                                                  |
| 裳 | 88F3 | ショウ                    | も もすそ                                                          | Falda |
| 裾 | 88FE | キョ コ                   | すそ                                                               | Falda de una montaña, orla, cenefa                                                                       |
| 襖 | 8956 | オウ                      | ふすま あお                                                        | Fusuma (puerta corrediza de papel)                                                                       |
| 訊 | 8A0A | ジン シュン シン          | き.く と.う たず.ねる                                              | Preguntar, investigar                                                                                    |
| 訣 | 8A23 | ケツ                      | わかれ わかれ.る                                                   | Separación, secreto, partir                                                                              |
| 註 | 8A3B | チュウ                    |                                                                    | Notas, comentarios, anotaciones                                                                          |
| 詣 | 8A63 | ケイ ゲイ                 | けい.する まい.る いた.る もう.でる                                | Visitar un templo                                                                                        |
| 詫 | 8A6B | タ                        | わび わび.しい かこつ わ.びる わび.る                              | Disculpar                                                                                                |
| 詮 | 8A6E | セン                      | せん.ずる かい あき.らか                                           | Discusión, selección, resultado                                                                          |
| 誰 | 8AB0 | スイ                      | だれ たれ た                                                       | Quién, alguien, alguno                                                                                   |
| 諏 | 8ACF | シュ ス                   | そう はか.る                                                       | Consultar                                                                                                |
| 諦 | 8AE6 | テイ タイ                 | あき.らめる あきら.める つまびらか まこと                          | Abandonar                                                                                                |
| 諺 | 8AFA | ゲン                      | ことわざ                                                           | Proverbio                                                                                                |
| 謂 | 8B02 | イ                        | い.う いい おも.う いわゆる                                        | Razón, origen, historia, tradición oral                                                                  |
| 謎 | 8B03 | メイ ベイ                 | なぞ                                                               | Adivinanza, enigma, rompecabezas, consejo                                                                |
| 讃 | 8B83 | サン                      | ほ.める たた.える                                                  | Elogiar, alabar                                                                                          |
| 豹 | 8C79 | ヒョウ ホウ               |                                                                    | Leopardo, pantera                                                                                        |
| 貌 | 8C8C | ボウ バク                 | かたち かたどる                                                    | Forma, apariencia, semblante                                                                             |
| 貰 | 8CB0 | セイ シャ                 | もら.う                                                            | Recibir, tener, obtener                                                                                  |
| 貼 | 8CBC | テン チョウ               | は.る つ.く                                                        | Pegar, aplicar, clavar                                                                                   |
| 賑 | 8CD1 | シン                      | にぎ.わい にぎ.やか にぎ.わす にぎ.わう                            | Florecer, prosperidad, estar enérgico                                                                    |
| 跨 | 8DE8 | コ カ                     | また.がる またが.る また.ぐ                                        | Ser, estar, extender sobre, sentarse a horcajadas                                                        |
| 蹄 | 8E44 | テイ                      | ひづめ                                                             | Pezuña                                                                                                   |
| 蹟 | 8E5F | セキ シャク               | あと                                                               | Marca, huella, impresión, rastro, pasos                                                                  |
| 蹴 | 8E74 | シュク シュウ             | け.る                                                              | Patear                                                                                                   |
| 輯 | 8F2F | シュウ                    | あつ.める やわ.らぐ                                                | Reunir, coleccionar, compilar                                                                            |
| 輿 | 8F3F | ヨ                        | かご こし                                                          | Palanquín, litera                                                                                        |
| 轟 | 8F5F | コウ ゴウ                 | とどろ.かす とどろ.く                                              | Retumbar, redoblar, detonar, bramar, resonar                                                             |
| 辻 | 8FBB |                           | つじ                                                               | Cruce, encrucijada                                                                                       |
| 辿 | 8FBF | テン                      | たど.る たどり                                                     | Seguir el camino, perseguir                                                                              |
| 迂 | 8FC2 | ウ                        |                                                                    | Doctrinario, irreal                                                                                      |
| 迄 | 8FC4 | キツ                      | まで およ.ぶ                                                       | Hasta, hacia arriba, hasta el punto                                                                      |
| 迦 | 8FE6 | カ ケ                     |                                                                    | Kanji sin etimología y usado fonéticamente                                                               |
| 逗 | 9017 | トウ ズ                   | とど.まる                                                          | Detener                                                                                                  |
| 這 | 9019 | シャ ゲン                 | は.う は.い むか.える この                                         | Arrastrarse, deslizarse                                                                                  |
| 逞 | 901E | テイ                      | たくま.しい                                                        | Vigoroso, fornido, robusto                                                                               |
| 逢 | 9022 | ホウ                      | あ.う むか.える                                                    | Encontrarse, invitar, citar                                                                              |
| 遁 | 9041 | トン シュン               | のが.れる                                                          | Liberarse, escapar, evadir, eludir                                                                       |
| 遙 | 9059 | ヨウ                      | はる.か                                                            | Lejano, distante, remoto                                                                                 |
| 遜 | 905C | ソン                      | したが.う へりくだ.る ゆず.る                                      | Modesto, humilde                                                                                         |
| 遡 | 9061 | ソ サク                   | さかのぼ.る                                                        | Remontarse al pasado, subir la corriente                                                                 |
| 鄭 | 912D | テイ ジョウ               |                                                                    | Zheng (antiguo estado de China)                                                                          |
| 酎 | 914E | チュウ チュ               | かも.す                                                            | Destilar, fermentar                                                                                      |
| 醍 | 918D | ダイ タイ テイ            |                                                                    | Suero (lácteo), buena enseñanza budista                                                                  |
| 醐 | 9190 | ゴ コ                     |                                                                    | Mantequilla hervida                                                                                      |
| 醒 | 9192 | セイ                      | さ.ます さ.める                                                    | Despertar, desilusionarse, despejarse                                                                    |
| 醤 | 91A4 | ショウ                    | ひしお                                                             | Hishio (especie de miso)                                                                                 |
| 釉 | 91C9 | ユウ                      | うわぐすり                                                         | Esmalte                                                                                                  |
| 釘 | 91D8 | テイ チョウ               | くぎ                                                               | Clavo |
| 釜 | 91DC | フ                        | かま                                                               | Caldera, olla, horno                                                                                     |
| 釧 | 91E7 | セン                      | くしろ うでわ                                                      | Brazalete                                                                                                |
| 鋒 | 92D2 | ホウ                      | ほこ.さき                                                          | Daga, carroza                                                                                            |
| 鋸 | 92F8 | キョ コ                   | のこ のこぎり                                                      | Sierra (herramienta)                                                                                     |
| 錆 | 9306 | ショウ セイ               | さび くわ.しい                                                     | Mancha, pátina, herrumbre                                                                                |
| 錐 | 9310 | スイ                      | きり                                                               | Taladro, punzón, barrena, pirámide, cono                                                                 |
| 錫 | 932B | セキ シャク               | すず たま.う                                                       | Estaño, hojalata                                                                                         |
| 鍋 | 934B | カ                        | なべ                                                               | Cacerola, olla                                                                                           |
| 鍬 | 936C | ショウ シュウ             | くわ すき                                                          | Azadón                                                                                                   |
| 鍵 | 9375 | ケン                      | かぎ                                                               | Llave |
| 鎧 | 93A7 | カイ ガイ                 | よろ.う よろい                                                     | Armadura, ponerse una armadura                                                                           |
| 閃 | 9583 | セン                      | ひらめ.く ひらめ.き                                                | Relampaguear, chispear, agitarse                                                                         |
| 閏 | 958F | ジュン                    | うるう                                                             | Intercalación, trono ilegítimo                                                                           |
| 閤 | 95A4 | コウ                      | くぐりど                                                           | Pequeña puerta corrediza                                                                                 |
| 闇 | 95C7 | アン オン                 | やみ くら.い                                                       | Oscurecerse, desorden, penumbra                                                                          |
| 阜 | 961C | フ フウ                   |                                                                    | Colina, montículo, radical derecho de villa                                                              |
| 阪 | 962A | ハン                      | さか                                                               | Cuesta, cerro                                                                                            |
| 陀 | 9640 | タ ダ イ チ ジ            | けわ.しい ななめ                                                   | Escarpado                                                                                                |
| 隈 | 9688 | ワイ エ                   | くま すみ                                                          | Esquina, rincón                                                                                          |
| 隙 | 9699 | ゲキ キャク ケキ          | すき す.く す.かす ひま                                            | Hendidura, fisura, discordia, oportunidad, ocio                                                          |
| 雀 | 96C0 | ジャク ジャン サク シャク | すずめ                                                             | Gorrión ("Passer montanus")                                                                              |
| 雁 | 96C1 | ガン                      | かり かりがね                                                      | Ganso silvestre                                                                                          |
| 雫 | 96EB | ダ                        | しずく                                                             | Gota de agua                                                                                             |
| 鞄 | 9784 | ハク ホウ ビョウ          | かばん                                                             | Cartera, bolso, maletín                                                                                  |
| 鞍 | 978D | アン                      | くら                                                               | Silla de montar, montura                                                                                 |
| 鞘 | 9798 | ショウ ソaウ              | さや                                                               | Vaina, funda, estuche, cáscara                                                                           |
| 鞭 | 97AD | ベン ヘン                 | むち むちうつ                                                      | Látigo, azote, contador para latigazos                                                                   |
| 韓 | 97D3 | カン                      | から いげた                                                        | Corea |
| 頁 | 9801 | ケツ                      | ぺえじ おおが.い かしら                                            | Página, hoja                                                                                             |
| 頃 | 9803 | ケイ キョウ               | ころ ごろ しばら.く                                                | Tiempo, alrededor, cerca de, hacia, a                                                                    |
| 頓 | 9813 | トン トツ                 | にわか.に とん.と つまず.く とみ.に ぬかずく                       | Repentinamente, inmediatamente, en un momento                                                            |
| 頗 | 9817 | ハ                        | すこぶ.る かたよ.る                                                | Mucho, considerablemente, extremadamente                                                                 |
| 頬 | 982C | キョウ                    | ほお ほほ                                                          | Mejilla                                                                                                  |
| 顛 | 985B | テン                      | いただき たお.れる                                                 | Cumbre, cima, origen, volcar                                                                             |
| 餅 | 9905 | ヘイ ヒョウ               | もち もちい                                                        | Mochi (pastel de arroz glutinado)                                                                        |
| 饗 | 9957 | キョウ                    | う.ける もてな.す                                                  | Banquete                                                                                                 |
| 馳 | 99B3 | チ ジ                     | は.せる                                                            | Correr, galopar, navegar, conducir un vagón, ganar fama, despachar                                       |
| 馴 | 99B4 | ジュン シュン クン        | な.れる な.らす したが.う                                          | Experimentado, acostumbrarse                                                                             |
| 駈 | 99C8 | ク                        | か.ける か.る                                                      | Correr, galopar, avanzar                                                                                 |
| 驍 | 9AD4 | ギョウ キョウ             | たけし                                                             | Fuerte, buen caballo                                                                                     |
| 魯 | 9B6F | ロ                        | おろか                                                             | Tonto, Rusia                                                                                             |
| 鰯 | 9C2F |                           | いわし                                                             | Sardina                                                                                                  |
| 鱒 | 9C52 | ソン セン ザン            | ます                                                               | Trucha                                                                                                   |
| 鱗 | 9C57 | リン                      | うろこ こけ こけら                                                 | Escama de peces y reptiles                                                                               |
| 鳶 | 9CF6 | エン                      | とび とんび                                                        | Milano ("Milvus migrans"), bombero                                                                       |
| 鴎 | 9D0E | オウ                      | かもめ                                                             | Gaviota                                                                                                  |
| 鴨 | 9D28 | オウ                      | かも あひる                                                        | Pato silvestre, ánade                                                                                    |
| 鵜 | 9D5C | テイ ダイ                 | う                                                                 | Cormorán                                                                                                 |
| 鷲 | 9DF2 | シュウ ジュ               |                                                                    | Águila                                                                                                   |
| 鷺 | 9DFA | ロ                        | さぎ                                                               | Garza |
| 麒 | 9E92 | キ                        |                                                                    | Unicornio chino, jirafa, genio, brillante, sobresaliente                                                 |
| 麓 | 9E93 | ロク                      | ふもと                                                             | Falda de una montaña                                                                                     |
| 鼎 | 9F0E | テイ                      | かなえ                                                             | Caldero de tres patas                                                                                    |

#### Caracterestradicionalestolerados
Tomados del jinmeiyō kanji
| 亙 | 4E99 | 亘 | 4E98 | Lista original   |
| 巖 | 5DD6 | 巌 | 5DCC | Lista original   |
| 彌 | 5F4C | 弥 | 5F25 | Lista original   |
|    | -    | 渚 | 6E1A | Primera enmienda |
|    | -    | 猪 | 732A | Lista original   |
|    | -    | 琢 | 7422 | Lista original   |
|    | -    | 祐 | 7950 | Lista original   |
| 祿 | 797F | 禄 | 7984 | Lista original   |
|    | -    | 禎 | 798E | Lista original   |
| 穰 | 7A70 | 穣 | 7A63 | Lista original   |

Tomados del jōyō kanji
| 乘 | 4E58 | 乗 | 6BD8  | ジョウ ショウ         | の.る -の.り の.せる                                                                          | Montar, subir, tomar, cabalgar, embarcarse, ir en coche, contador para vehículos, ser engañado                            |
| 亞 | 4E9E | 亜 | 4E9C  | ア アシア             | つ.ぐ                                                                                         | Asia, venir tras |
| 佛 | 4F5B | 仏 | 4ECF  | ブツ フツ             | ほとけ                                                                                        | Buda, imagen budista, persona misericordiosa, Francia, la muerte                                                          |
| 來 | 4F86 | 来 | 6765  | ライ タイ             | く.る きた.る きた.す き.たす き.たる                                                         | Venir, causar, provocar, próximo                                                                                          |
|    | -    | 侮 | 4FAE  | ブ                    | あなど.る あなず.る                                                                           | Menospreciar, despreciar                                                                                                  |
| 傳 | 50B3 | 伝 | 4F1D  | テン デン             | つた.わる つた.える つた.う つて                                                              | Transmitir, conducir, comunicar, enseñar, conexión, leyenda, tradición                                                    |
| 僞 | 50DE | 偽 | 507D  | ギ カ                 | いつわ.る いつわ.り にせ                                                                      | Falsificación, imitación, mentir, engañar, falsear                                                                        |
|    | -    | 僧 | 50E7  | ソウ                  |                                                                                               | Bonzo, monje |
| 價 | 50F9 | 価 | 4FA1  | カ ケ                 | あたい                                                                                        | Valor, precio |
| 儉 | 5109 | 倹 | 5039  | ケン                  | つま.しい つづまやか                                                                          | Económico, frugal, ahorrativo                                                                                             |
| 兒 | 5152 | 児 | 5150  | ジ ニ ゲイ            | こ                                                                                            | Niño, recién nacido |
| 剩 | 5269 | 剰 | 5270  | ジョウ                | あまつさえ あま.り あま.る                                                                    | Exceder, superar, además de                                                                                               |
| 劍 | 528D | 剣 | 5263  | ケン                  | つるぎ                                                                                        | Sable, espada |
|    | -    | 勉 | 52C9  | ベン                  | つと.める                                                                                     | Trabajo excesivo |
|    | -    | 勤 | 52E4  | キン ゴン             | つと.める -づと.め つと.まる いそ.しむ                                                        | Trabajar, servir, desempeñar, oficio, deber                                                                               |
| 勳 | 52F3 | 勲 | 52F2  | クン                  | いさお                                                                                        | Mérito, rango |
|    | -    | 卑 | 5351  | ヒ                    | いや.しい いや.しむ いや.しめる                                                               | Despreciar, desdeñar, vil, vulgar                                                                                         |
| 卷 | 5377 | 巻 | 5DFB  | カン ケン             | ま.く まき                                                                                    | Rollo, tomo, libro, enrollar, enredar, contador para textos o rollos                                                      |
| 卽 | 537D | 即 | 5373  | ソク                  | つ.く つ.ける すなわ.ち                                                                       | Instante, o sea, es decir, esto es, aceptar, adaptar                                                                      |
| 單 | 55AE | 単 | 5358  | タン                  | ひとえ                                                                                        | Simple, sencillo, único                                                                                                   |
|    | -    | 嘆 | 5606  | タン                  | なげ.く なげ.かわしい                                                                         | Lamentar, deplorar, afligir, llorar, doler                                                                                |
|    | -    | 器 | 5668  | キ                    | うつわ                                                                                        | Vasija, recipiente, utensilio, herramienta, implemento                                                                    |
| 嚴 | 56B4 | 厳 | 53B3  | ゲン ゴン             | おごそ.か きび.しい いか.めしい いつくし                                                      | Majestuoso, solemne, severo, rígido, austero                                                                              |
| 圈 | 5708 | 圏 | 570F  | ケン                  | かこ.い                                                                                       | Esfera, círculo, radio, rango                                                                                             |
| 國 | 570B | 国 | 56FD  | コク                  | くに                                                                                          | País, nación, Estado |
| 團 | 5718 | 団 | 56E3  | ダン トン             | かたまり まる.い                                                                              | Grupo, asociación, partido                                                                                                |
| 增 | 589E | 増 | 5897  | ゾウ                  | ま.す ま.し ふ.える ふ.やす                                                                   | Propagar, aumentar, acrecentar, multiplicar                                                                               |
|    | -    | 墨 | 58A8  | ボク                  | すみ                                                                                          | Tinta china en barra, México                                                                                              |
| 壘 | 58D8 | 塁 | 5841  | ルイ ライ スイ        | とりで                                                                                        | Fortaleza, fuerte, muro                                                                                                   |
| 壞 | 58DE | 壊 | 58CA  | カイ エ               | こわ.す こわ.れる やぶ.る                                                                     | Quebrar, romper, rasgar, destruir, demoler                                                                                |
| 壯 | 58EF | 壮 | 58EE  | ソウ                  | さかん                                                                                        | Robustez, virilidad, prosperidad                                                                                          |
| 壽 | 58FD | 寿 | 5BFF  | ジュ ス シュウ        | ことぶき ことぶ.く ことほ.ぐ                                                                  | Longevidad |
| 奧 | 5967 | 奥 | 5965  | オウ オク             | おく.まる くま                                                                                | Interior, fondo |
| 孃 | 5B43 | 嬢 | 5B22  | ジョウ                | むすめ                                                                                        | Hija, muchacha, señorita                                                                                                  |
| 寢 | 5BE2 | 寝 | 5BDD  | シン                  | ね.る ね.かす い.ぬ みたまや や.める                                                          | Dormir, descansar, reposar                                                                                                |
| 寬 | 5BEC | 寛 | 5BDB  | カン                  | くつろ.ぐ ひろ.い ゆる.やか                                                                   | Tolerancia, calma, generosidad, sentirse en casa, liberal, suave                                                          |
| 將 | 5C07 | 将 | 5C06  | ショウ ソウ           | まさ.に はた まさ ひきい.る もって                                                            | Líder, comandante, general, almirante, o, y otra vez, pronto, desde ahora                                                 |
| 專 | 5C08 | 専 | 5C02  | セン                  | もっぱ.ら                                                                                     | Especialmente, exclusivamente, principalmente                                                                             |
|    | -    | 層 | 5C64  | ソウ                  |                                                                                               | Estrato, capa, piso, lecho, clase social                                                                                  |
| 峽 | 5CFD | 峡 | 5CE1  | キョウ コウ           | はざま                                                                                        | Paso entre montañas, estrecho, desfiladero, istmo                                                                         |
| 巢 | 5DE2 | 巣 | 5DE3  | ソウ                  | す す.くう                                                                                    | Nido, caverna, telaraña                                                                                                   |
| 帶 | 5E36 | 帯 | 5E2F  | タイ                  | お.びる おび                                                                                  | Obi (faja del kimono), faja, cinturón, zona, región, asignarse, estar a cargo de                                          |
|    | -    | 廊 | 5ECA  | ロウ                  |                                                                                               | Sala, torre |
| 廣 | 5EE3 | 広 | 5E83  | コウ                  | ひろ.い ひろ.まる ひろ.める ひろ.がる ひろ.げる                                               | Amplio, extenso, espacioso                                                                                                |
| 廳 | 5EF3 | 庁 | 5E81  | チョウ テイ           | やくしょ                                                                                      | Oficina gubernamental, sala, habitación central                                                                           |
| 彈 | 5F48 | 弾 | 5F3E  | ダン タン             | ひ.く -ひ.き はず.む たま はじ.く はじ.ける ただ.す はじ.きゆみ                               | Disparar, golpear |
| 從 | 5F9E | 従 | 5F93  | ジュウ ショウ ジュ    | したが.う したが.える より                                                                    | Acompañar, obedecer, seguir a, secundario, incidental, subordinado                                                        |
| 徵 | 5FB5 | 徴 | 5FB4  | チョウ チ             | しるし                                                                                        | Indicación, señal, síntoma, recolectar, encontrar, referirse a, preguntar                                                 |
| 德 | 5FB7 | 徳 | 5FB3  | トク                  |                                                                                               | Virtud, benevolencia, moralidad, respeto                                                                                  |
| 恆 | 6046 | 恒 | 6052  | コウ                  | つね.に                                                                                       | Constante, regular, persistente                                                                                           |
|    | -    | 悔 | 6094  | カイ                  | く.いる く.やむ くや.しい                                                                     | Arrepentimiento, lamento, pésame                                                                                          |
| 惠 | 60E0 | 恵 | 6075  | ケイ エ               | めぐ.む めぐ.み                                                                               | Bendición, gracia, misericordia, clemencia, beneficencia, generosidad, favor                                              |
| 惡 | 60E1 | 悪 | 60AA  | アク オ               | わる.い あ.し にく.い ああ いずくに いずくんぞ にく.む                                        | Malo, malvado, falso, maligno, errado                                                                                     |
| 愼 | 613C | 慎 | 614E  | シン                  | つつし.む つつし つつし.み                                                                    | Abstenerse, moderarse, ser cuidadoso, discreto, prudente                                                                  |
|    | -    | 憎 | 618E  | ゾウ                  | にく.む にく.い にく.らしい にく.しみ                                                         | Odiar, detestar |
| 應 | 61C9 | 応 | 5FDC  | オウ ヨウ             | あた.る まさに こた.える                                                                      | Responder, acertar, aceptar, sí, de acuerdo                                                                               |
|    | -    | 懲 | 61F2  | チョウ                | こ.りる こ.らす こ.らしめる                                                                   | Castigar, penalizar, escarmentar, disciplinar                                                                             |
| 懷 | 61F7 | 懐 | 61D0  | カイ エ               | ふところ なつ.かしい なつ.かしむ なつ.く なつ.ける いだ.く おも.う                            | Bolsillo, pecho, seno, sentimientos, corazón, perder algo                                                                 |
| 戰 | 6230 | 戦 | 6226  | セン                  | いくさ たたか.う おのの.く そよぐ わなな.く                                                   | Guerra, batalla, batallar, enfrentar                                                                                      |
| 戲 | 6232 | 戯 | 622F  | ギ ゲ                 | たわむ.れる たわむ.れ                                                                         | Juego, deporte, broma, diversión, divertirse, jugar                                                                       |
| 拂 | 62C2 | 払 | 6255  | ヒツ フツ ホツ        | はら.う                                                                                       | Pagar, saldar, liquidar                                                                                                   |
| 拔 | 62D4 | 抜 | 629C  | バツ ハイ             | ぬ.く ぬ.ける ぬ.かす ぬ.かる                                                                 | Sacar, arrancar, extraer, citar, remover, omitir, ratear                                                                  |
| 拜 | 62DC | 拝 | 62DD  | ハイ                  | おが.む おろが.む                                                                             | Adorar, reverenciar, rendir culto                                                                                         |
| 揭 | 63ED | 掲 | 63B2  | ケイ                  | かか.げる                                                                                     | Publicar, mostrar, levantar, alzar, izar                                                                                  |
| 搖 | 6416 | 揺 | 63FA  | ヨウ                  | ゆ.れる ゆ.らぐ ゆ.るぐ ゆ.する ゆ.さぶる ゆ.すぶる うご.く                                   | Temblar, oscilar, balancear, mecer, estremecer                                                                            |
| 搜 | 641C | 捜 | 635C  | ソウ シュ シュウ      | さが.す                                                                                       | Buscar, localizar |
| 擊 | 64CA | 撃 | 6483  | ゲキ                  | う.つ                                                                                         | Golpear, tirar, atacar, derrotar, conquistar                                                                              |
| 攝 | 651D | 摂 | 6442  | セツ ショウ           | おさ.める かね.る と.る                                                                       | Sucedáneo, suplente |
| 收 | 6536 | 収 | 53CE  | シュウ                | おさ.める おさ.まる                                                                           | Ingreso, pago, obtener ganancias                                                                                          |
| 敍 | 654D | 叙 | 53D9  | ジョ                  | つい.ず ついで                                                                                | Relatar, narrar, describir                                                                                                |
|    | -    | 敏 | 654F  | ビン                  | さとい                                                                                        | Inteligencia, ágil, alerta                                                                                                |
| 晚 | 665A | 晩 | 6669  | バン                  |                                                                                               | Noche, crepúsculo |
| 晝 | 665D | 昼 | 663C  | チュウ                | ひる                                                                                          | Día (horas con sol), mediodía                                                                                             |
|    | -    | 暑 | 6691  | ショ                  | あつ.い                                                                                       | Caliente, tórrido |
| 曆 | 66C6 | 暦 | 66A6  | レキ                  | こよみ                                                                                        | Almanaque, calendario |
| 曉 | 66C9 | 暁 | 6681  | キョウ ギョウ         | あかつき さと.る                                                                              | Amanecer, alba, aurora |
|    | -    | 朗 | 6717  | ロウ                  | ほが.らか あき.らか                                                                           | Melodioso, claro, brillante, sereno, animado                                                                              |
|    | -    | 梅 | 6885  | バイ                  | うめ                                                                                          | Ume (ciruelo japonés, "Prunus mume")                                                                                      |
| 條 | 689D | 条 | 6761  | ジョウ チョウ デキ    | えだ すじ                                                                                     | Artículo, cláusula, ítem, franja, raya                                                                                    |
| 樂 | 6A02 | 楽 | 697D  | ガク ラク ゴウ        | たの.しい たの.しむ この.む                                                                   | Música, facilidad, comodidad                                                                                              |
| 樣 | 6A23 | 様 | 69D8  | ヨウ ショウ           | さま                                                                                          | Apariencia, aspecto, situación, sufijo "-sama" (usado de manera cortés ante una dama o caballero)                         |
| 橫 | 6A6B | 横 | 6A2A  | オウ                  | よこ                                                                                          | Lado, costado, horizontal, ancho                                                                                          |
| 檢 | 6AA2 | 検 | 691C  | ケン                  | しら.べる                                                                                     | Examinar, investigar |
| 櫻 | 6AFB | 桜 | 685C  | オウ ヨウ             | さくら                                                                                        | Sakura (cerezo japonés), flor de cerezo                                                                                   |
|    | -    | 欄 | 6B04  | ラン                  | てすり                                                                                        | Columna, barandilla, espacio en blanco                                                                                    |
| 步 | 6B65 | 歩 | 6B69  | ホ ブ フ              | ある.く あゆ.む                                                                               | Caminar, dar pasos, contador para pasos                                                                                   |
| 歷 | 6B77 | 歴 | 6B74  | レキ レッキ           |                                                                                               | Currículum, continuación, paso del tiempo, historia                                                                       |
| 每 | 6BCF | 毎 | 6BCE  | マイ                  | ごと -ごと.に                                                                                 | Todo, cada |
| 氣 | 6C23 | 気 | 6C17  | キ ケ                 | いき                                                                                          | Espíritu, mente |
|    | -    | 海 | 6D77  | カイ                  | うみ                                                                                          | Mar, océano |
| 涉 | 6D89 | 渉 | 6E09  | ショウ                | わた.る                                                                                       | Vadear, transportarse en un ferry                                                                                         |
| 淚 | 6DDA | 涙 | 6D99  | ルイ レイ             | なみだ                                                                                        | Lágrima, llorar |
| 淨 | 6DE8 | 浄 | 5BDD  | ジョウ セイ           | きよ.める きよ.い                                                                             | Limpiar, purificar, depurar, exorcizar, Dinastía Manchú                                                                   |
| 渴 | 6E34 | 渇 | 6E07  | カツ                  | かわ.く                                                                                       | Tener sed |
| 溫 | 6EAB | 温 | 6E29  | オン                  | あたた.か あたた.かい あたた.まる あたた.める ぬく                                            | Tibio |
| 滯 | 6EEF | 滞 | 6EDE  | タイ テイ             | とどこお.る                                                                                   | Estar atrasado, estancarse, demorarse                                                                                     |
|    | -    | 漢 | 6F22  | カン                  |                                                                                               | Chino |
| 澁 | 6F81 | 渋 | 6EOB  | ジュウ シュウ         | しぶ しぶ.い しぶ.る                                                                          | Astringente, tanino, sobrio y de buen gusto, aspereza, tener diarrea                                                      |
| 濕 | 6FD5 | 湿 | 6E7F  | シツ シュウ           | しめ.る しめ.す うるお.う うるお.す                                                           | Humedecerse, mojarse |
| 瀨 | 7028 | 瀬 | 702C  | ライ                  | せ                                                                                            | Corriente, torrente, rápidos, bajío                                                                                       |
|    | -    | 煮 | 716E  | シャ                  | に.る                                                                                         | Hervir, cocinar |
| 燈 | 71C8 | 灯 | 706F  | トウ                  | ひ ほ- ともしび とも.す あかり                                                                | Lámpara, luz, iluminar, contador para lámparas                                                                            |
| 燒 | 71D2 | 焼 | 713C  | ショウ                | や.く や.ける                                                                                 | Quemar, hornear, calentar, rostizar                                                                                       |
| 爭 | 722D | 争 | 5074  | ソウ                  | あらそ.う いか.でか                                                                           | Competir, luchar, combatir, pelear, disputar                                                                              |
| 爲 | 7232 | 為 | 70BA  | イ                    | ため な.る な.す す.る たり つく.る なり                                                      | Hacer, cambiar, hacer, beneficiar, bienestar, intentar, practicar, costar, servir como, bueno, ventaja, como resultado de |
| 狀 | 72C0 | 状 | 72B6  | ジョウ                |                                                                                               | Statu quo, condiciones, circunstancias, forma, apariencia                                                                 |
| 狹 | 72F9 | 狭 | 72ED  | キョウ コウ           | せま.い せば.める せば.まる さ                                                                | Estrechar, contraer, reducir, limitar                                                                                     |
| 獎 | 734E | 奨 | 5968  | ショウ ソウ           | すす.める                                                                                     | Promover, exhortar |
| 獸 | 7378 | 獣 | 7363  | ジュウ                | けもの けだもの                                                                               | Animal, bestia |
| 疊 | 758A | 畳 | 7573  | ジョウ チョウ         | たた.む たたみ かさ.なる                                                                      | Doblar, plegar, tatami (estera gruesa de paja), contador para tatami                                                      |
| 盜 | 76DC | 盗 | 76D7  | トウ                  | ぬす.む ぬす.み                                                                               | Robar, hurtar |
| 盡 | 76E1 | 尽 | 5C3D  | ジン サン             | つ.くす -つ.くす -づ.くし -つ.く -づ.く -ず.く つ.きる つ.かす さかづき ことごと.く つか つき | Agotar, terminar, amparar, servir                                                                                         |
| 眞 | 771E | 真 | 771F  | シン                  | ま- まこと                                                                                    | Verdad, realidad, sinceridad, secta budista                                                                               |
| 碎 | 788E | 砕 | 7815  | サイ                  | くだ.く くだ.ける                                                                             | Romper, quebrar, destrozar, familiar, popular                                                                             |
|    | -    | 碑 | 7891  | ヒ                    | いしぶみ                                                                                      | Lápida, monumento |
|    | -    | 社 | 793E  | シャ                  | やしろ                                                                                        | Compañía, firma, oficina, asociación, yashiro (santuario Shinto)                                                          |
|    | -    | 祈 | 7948  | キ                    | いの.る                                                                                       | Rezar, orar |
|    | -    | 祉 | 7949  | シ                    |                                                                                               | Bien, felicidad |
| 祕 | 7955 | 秘 | 79D8  | ヒ                    | ひ.める かく.す                                                                               | Esconder, ocultar |
|    | -    | 祖 | 7956  | ソ                    |                                                                                               | Ancestro, pionero, fundador                                                                                               |
|    | -    | 祝 | 795D  | シュク シュウ         | いわ.う                                                                                       | Celebrar, congratular |
|    | -    | 神 | 795E  | シン ジン             | かみ かん- こう-                                                                              | Dios, deidad, divinidad, alma, mente                                                                                      |
|    | -    | 祥 | 7965  | ショウ                |                                                                                               | Prometedor, felicidad, buen augurio                                                                                       |
| 祸 | 7978 | 禍 | 798D  | カ                    | わざわい                                                                                      | Calamidad, desgracia, maldición, desastre                                                                                 |
|    | -    | 福 | 798F  | フク                  |                                                                                               | Felicidad, fortuna, suerte, dicha                                                                                         |
| 禪 | 79AA | 禅 | 7985  | ゼン セン             | しずか ゆず.る                                                                                | Zen, meditación, contemplación                                                                                            |
| 稻 | 7A3B | 稲 | 7A32  | トウ テ               | いね いな                                                                                     | Planta de arroz |
|    | -    | 穀 | 7A40  | コク                  |                                                                                               | Cereal, grano |
| 穗 | 7A57 | 穂 | 7A42  | スイ                  | ほ                                                                                            | Espiga, punta |
|    | -    | 突 | 7A81  | トツ カ               | つ.く                                                                                         | Empujar, impulsar, impeler                                                                                                |
|    | -    | 節 | 7BC0  | セツ セチ             | ふし -ぶし のっと                                                                             | Articulación, coyuntura, atadura, agalla, nudo, bulto, melodía, tono, período, temporada, ocasión, estrofa, verso         |
| 粹 | 7CB9 | 粋 | 7C8B  | スイ                  | いき                                                                                          | Elegancia, estilo, gracia, gusto, pureza, esencia, chic, élite                                                            |
| 綠 | 7DA0 | 緑 | 7DD1  | リョク ロク           | みどり                                                                                        | Verde |
| 緖 | 7DD6 | 緒 | 7DD2  | ショ チョ             | お いとぐち                                                                                   | Inicio, comienzo, fin, cordón, correa                                                                                     |
| 緣 | 7DE3 | 縁 | 7E01  | エン -ネン            | ふち ふちど.る ゆかり よすが へり えにし                                                      | Afinidad, relación, conexión, borde, margen, orilla                                                                       |
|    | -    | 練 | 7DF4  | レン                  | ね.る ね.り                                                                                   | Practicar, ejercitarse, amasar, lustrar                                                                                   |
| 縣 | 7E23 | 県 | 770C  | ケン                  | か.ける                                                                                       | Subdivisión, prefectura, provincia, distrito, condado                                                                     |
| 縱 | 7E31 | 縦 | 7E26  | ジュウ                | たて                                                                                          | Altura, longitud, vertical                                                                                                |
|    | -    | 繁 | 7E41  | ハン                  | しげ.る しげ.く                                                                               | Exuberante, espeso, frondoso, frecuencia, complejidad, problema                                                           |
| 纖 | 7E96 | 繊 | 7E4A  | セン                  |                                                                                               | Delgado, fino, kimono delgado                                                                                             |
|    | -    | 署 | 7F72  | ショ                  |                                                                                               | Firma, oficina gubernamental, estación de policía                                                                         |
|    | -    | 者 | 8005  | シャ                  | もの                                                                                          | Persona, individuo |
| 聽 | 807D | 聴 | 8074  | チョウ                | き.く ゆる.す                                                                                 | Escuchar, obstinado, terco                                                                                                |
| 臟 | 81DF | 臓 | 81D3  | ゾウ                  | はらわた                                                                                      | Vísceras, entrañas, tripas                                                                                                |
|    | -    | 臭 | 81ED  | シュウ                | くさ.い -くさ.い にお.う にお.い                                                              | Hediondo, apestoso, fétido, olor, sabor, fragancia, sospechoso                                                            |
| 與 | 8207 | 与 | 4E0E  | ヨ                    | あた.える あずか.る くみ.する ともに                                                          | Dar, obsequiar, otorgar, ofrecer, conceder, causar, ejercer, participar, tomar parte en                                   |
| 莊 | 838A | 荘 | 8358  | ソウ ショウ チャン    | ほうき おごそ.か                                                                              | Posada, chalet, señorío feudal, casa rural                                                                                |
|    | -    | 著 | 8457  | チョ チャク           | あらわ.す いちじる.しい                                                                       | Escribir, publicar, redactar, componer, notable, sobresaliente, eminente, fenomenal, contador para piezas de ropa         |
| 薰 | 85B0 | 薫 | 685AB | クン                  | かお.る                                                                                       | Fragante, fumar tabaco |
| 藏 | 85CF | 蔵 | 8535  | ゾウ ソウ             | くら おさ.める かく.れる                                                                      | Bodega, esconderse, tener, poseer                                                                                         |
| 藝 | 85DD | 芸 | 82B8  | ゲイ ウン             | う.える のり わざ                                                                             | Técnica, arte, actuación, obra, truco                                                                                     |
| 藥 | 85E5 | 薬 | 85AC  | ヤク                  | くす                                                                                          | Medicina, producto químico, tónico, droga, esmalte, pólvora, beneficio                                                    |
| 虛 | 865B | 虚 | 865A  | キョ コ               | むな.しい うつ.ろ                                                                             | Vacío, crujido, fisura |
|    | -    | 虜 | 865C  | リョ ロ               | とりこ とりく                                                                                 | Prisionero, bárbaro, epíteto vulgar para el enemigo                                                                       |
| 衞 | 885E | 衛 | 885B  | エイ エ               | まも.る                                                                                       | Proteger, defender |
| 懷 | 61F7 | 懐 | 61D0  | カイ エ               | ふところ なつ.かしい なつ.かしむ なつ.く なつ.ける いだ.く おも.う                            | Bolsillo, pecho, seno, sentimientos, corazón, perder algo                                                                 |
| 裝 | 88DD | 装 | 88C5  | ソウ ショウ           | よそお.う よそお.い                                                                           | Vestimenta, atuendo, vestirse, ponerse, aparentar, fingir                                                                 |
|    | -    | 視 | 8996  | シ                    | み.る                                                                                         | Inspeccionar, ver, mirar                                                                                                  |
| 覽 | 89BD | 覧 | 89A7  | ラン                  | み.る                                                                                         | Lectura cuidadosa, ver |
|    | -    | 諸 | 8AF8  | ショ                  | もろ                                                                                          | Varios, algunos, juntos                                                                                                   |
| 謠 | 8B20 | 謡 | 8B21  | ヨウ                  | うた.う うた                                                                                  | Canto (en el teatro nō), canción folklórica, balada                                                                       |
|    | -    | 謹 | 8B39  | キン                  | つつし.む                                                                                     | Discreción, humildad, modestia                                                                                            |
| 讓 | 8B93 | 譲 | 8B72  | ジョウ                | ゆず.る                                                                                       | Transferir, ceder, conceder                                                                                               |
| 谒 | 8C12 | 謁 | 8B01  | エツ                  |                                                                                               | Audiencia |
|    | -    | 賓 | 8CD3  | ヒン                  |                                                                                               | Invitado, persona muy importante                                                                                          |
| 賣 | 8CE3 | 売 | 58F2  | バイ                  | う.る う.れる                                                                                 | Vender, traicionar, engañar                                                                                               |
| 賴 | 8CF4 | 頼 | 983C  | ライ                  | たの.む たの.もしい たよ.る                                                                   | Pedir, encargar, confiar                                                                                                  |
|    | -    | 贈 | 8D08  | ゾウ ソウ             | おく.る                                                                                       | Enviar, dar, premiar, conferir, presentar algo, regalar                                                                   |
| 轉 | 8F49 | 転 | 8EE2  | テン                  | ころ.がる ころ.げる ころ.がす ころ.ぶ まろ.ぶ うたた うつ.る                                  | Rodar, tumbar, acostarse, cambiar                                                                                         |
|    | -    | 逸 | 9038  | イツ                  | そ.れる そ.らす はぐ.れる                                                                     | Evadir, desviar, perder el camino, eludir, divergir                                                                       |
| 郞 | 90DE | 郎 | 90CE  | ロウ リョウ           | おとこ                                                                                        | Hijo, contador para hijos                                                                                                 |
|    | -    | 都 | 90FD  | ト ツ                 | みやこ                                                                                        | Metrópoli, capital |
| 醉 | 9189 | 酔 | 9154  | スイ                  | よ.う よ.い よ                                                                                | Ebriedad, borrachera, borracho, tomado, regocijado, embelesado                                                            |
| 釀 | 91C0 | 醸 | 91B8  | ジョウ                | かも.す                                                                                       | Destilar, fermentar, causar                                                                                               |
| 錄 | 9304 | 録 | 9332  | ロク                  |                                                                                               | Grabar |
| 鍊 | 934A | 錬 | 932C  | レン                  | ね.る                                                                                         | Refinar metales, ablandar sobre el fuego                                                                                  |
| 鎭 | 93AD | 鎮 | 93AE  | チン                  | しず.める しず.まる おさえ                                                                    | Tranquilizar, calmar, contener, aliviar                                                                                   |
| 鑄 | 9444 | 鋳 | 92F3  | チュウ イ シュ シュウ | い.る                                                                                         | Fundir, acuñar, derretir                                                                                                  |
| 陷 | 9677 | 陥 | 9665  | カン                  | おちい.る おとしい.れる                                                                       | Caer en, hundirse |
| 險 | 96AA | 険 | 967A  | ケン                  | けわ.しい                                                                                     | Abrupto, empinado, precipitado, lugar inaccesible, posición inexpugnable, feroz                                           |
| 雜 | 96DC | 雑 | 96D1  | ザツ ゾウ             | まじ.える まじ.る                                                                             | Mezclar, entremezclar, misceláneos                                                                                        |
|    | -    | 難 | 96E3  | ナン                  | かた.い -がた.い むずか.しい むづか.しい むつか.しい -にく.い                                 | Dificultad, imposibilidad, problema, accidente, defecto                                                                   |
| 靜 | 975C | 静 | 9759  | セイ ジョウ           | しず- しず.か しず.まる しず.める                                                             | Silencioso |
|    | -    | 響 | 97FF  | キョウ                | ひび.く                                                                                       | Sonar, resonar, vibrar, retumbar                                                                                          |
|    | -    | 類 | 985E  | ルイ                  | たぐ.い                                                                                       | Género, especie, clase, variedad                                                                                          |
| 顯 | 986F | 顕 | 9855  | ケン                  | あきらか あらわ.れる                                                                          | Manifestar, mostrar, querer decir, claro                                                                                  |
| 飜 | 98DC | 翻 | 7FFB  | ハン ホン             | ひるが.えす ひるが.える                                                                       | Dar la vuelta, ondear, cambiar de idea                                                                                    |
| 騷 | 9A37 | 騒 | 9A12  | ソウ                  | さわ.ぐ うれい さわ.がしい                                                                    | Alborotar, hacer bulla, agitar, turbar, armar jaleo                                                                       |
| 驗 | 9A57 | 験 | 9A13  | ケン ゲン             | あかし しるし ため.す ためし                                                                  | Verificar, probar |
| 髮 | 9AAE | 髪 | 9AEA  | ハツ                  | かみ                                                                                          | Cabello, pelo |
| 鷄 | 9DC4 | 鶏 | 9D8F  | ケイ                  | にわとり とり                                                                                 | Gallina |
| 黃 | 9EC3 | 黄 | 9EC4  | コウ オウ             | き こ                                                                                         | Amarillo |
| 黑 | 9ED1 | 黒 | 9ED2  | コク                  | くろ くろ.ずむ くろ.い                                                                        | Negro |
| 默 | 9ED8 | 黙 | 9ED9  | ボク モク             | だ.まる もだ.す                                                                               | Callar, silenciar, oscuro                                                                                                 |
| 齊 | 9F4A | 斉 | 6589  | セイ サイ             | そろ.う ひと.しい ひと.しく あたる はやい                                                     | Similar, igual, como |
| 龍 | 9F8D | 竜 | 7ADC  | リュウ リョウ ロウ    | たつ                                                                                          | Dragón, imperial |

### 30 de abril de 2009
Décima enmienda. Dos caracteres son añadidos a la lista, totalizando 985 caracteres.
Adición
| 祷 | 7977 | トウ      | いの.る いの.り まつ.る | Orar  |
| 穹 | 7A79 | ク キュウ | あめ そら               | Cielo |

### 30 de noviembre de 2010
Decimoprimera enmienda. El gobierno japonés amplía la lista de joyo kanji agregando 196 caracteres, de los cuales 129 fueron anteriormente jinmeiyo kanji, entre ellos 11 caracteres usados para nombrar prefecturas y países vecinos. Adicionalmente, cinco caracteres que fueron retirados del joyo kanji son añadidos al jinmeiyo kanji y la lista totaliza 861 caracteres.
Adición
| 勺 | 52FA | シャク |             | Shaku           |
| 錘 | 9318 | スイ   | つむ おもり | Huso, pesa      |
| 銑 | 9291 | セン   | ずく        | Arrabio         |
| 脹 | 8139 | チョウ | ふく・れる  | Abultar, inflar |
| 匁 | 5301 |        | もんめ      | Monme           |

### 7 de enero de 2015
Decimosegunda enmienda. Un carácter es añadido a la lista, totalizando 862 caracteres.
Adición
| 巫 | 5DEB | フ | みこ かんなぎ | Chamán, médium, oráculo, miko |

### 25 de septiembre de 2017
Decimotercera enmienda. Un carácter es añadido a la lista, totalizando 863 caracteres.
Adición
| 渾 | 6E3E | コン・ゴン | にごる・すべて | Todo, turbiedad, turbidez |

### En español
- Álvarez, Jesús Carlos; Katsuta, Toru (2005). Diccionario Español-Japonés, Japonés-Español. Editorial Juventud. ISBN 84-261-3346-0.

### En inglés
- Koop, Albert J., Hogitaro Inada (2005). Japanese Names and How to Read Them. Kegan Paul International Ltd. ISBN 0-7103-1102-8.
- O'Neill, P.G. (1972). Japanese Names. Weatherhill Inc. ISBN 0-8348-0225-2.
- Breen, Jim (2006). «KANJIDIC». Electronic Dictionary Research & Development Group, Monash University (Australia). Consultado el 16 de junio de 2007.

- Breen, Jim (2007). «ENAMDICT». Electronic Dictionary Research & Development Group, Monash University (Australia). Consultado el 16 de junio de 2007.

### En japonés
- Enmanji, Jirō (2005). Jinmeiyō kanji no sengoshi. Iwanami Shoten. ISBN 4-004309573.